# Tram van Rome

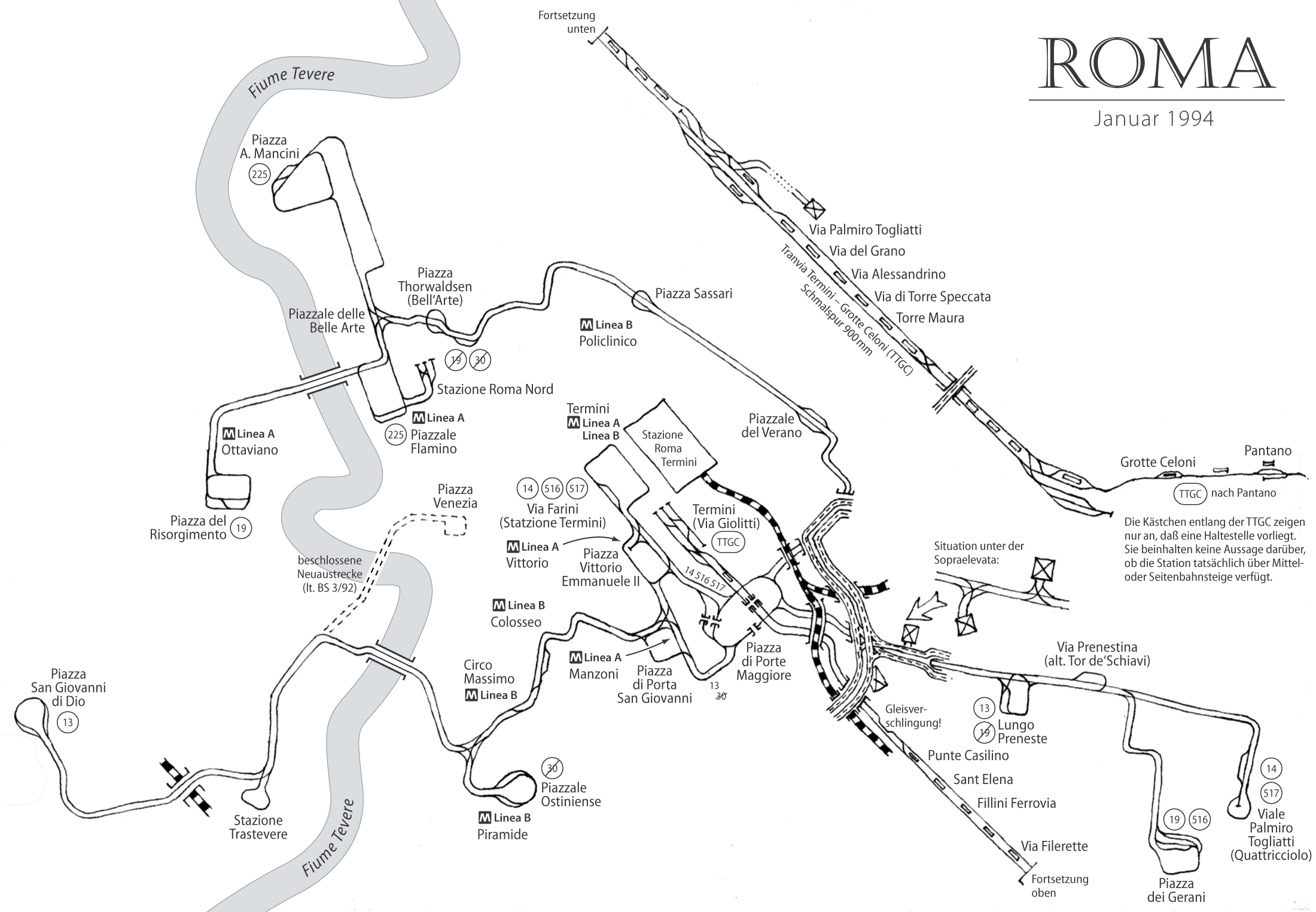
Sporennet van de Tram van Rome in 1994.

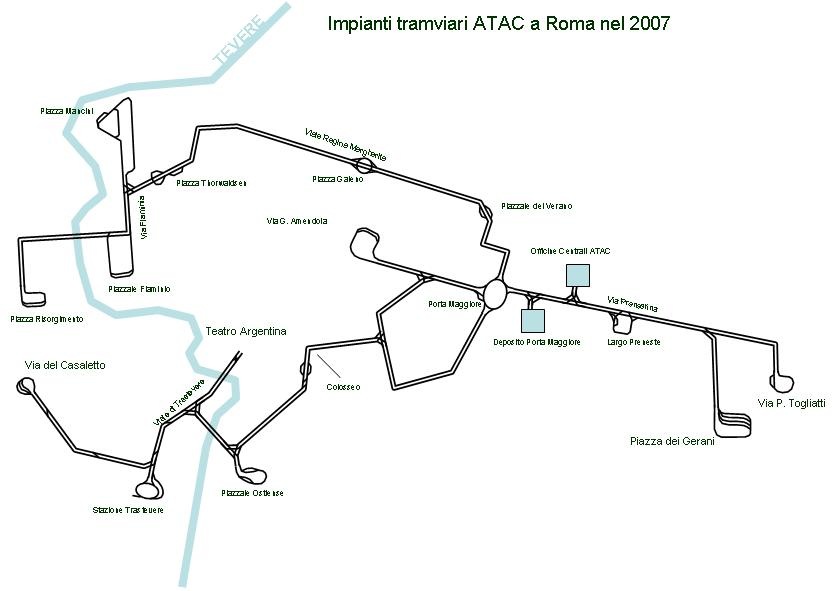
Sporennet van de Tram van Rome in 2007, inmiddels is er op de Piazzale Flaminio (lijn 2) een kopeindpunt, zodat ook hier tweerichtingswagens (naast lijn 8) nodig zijn.

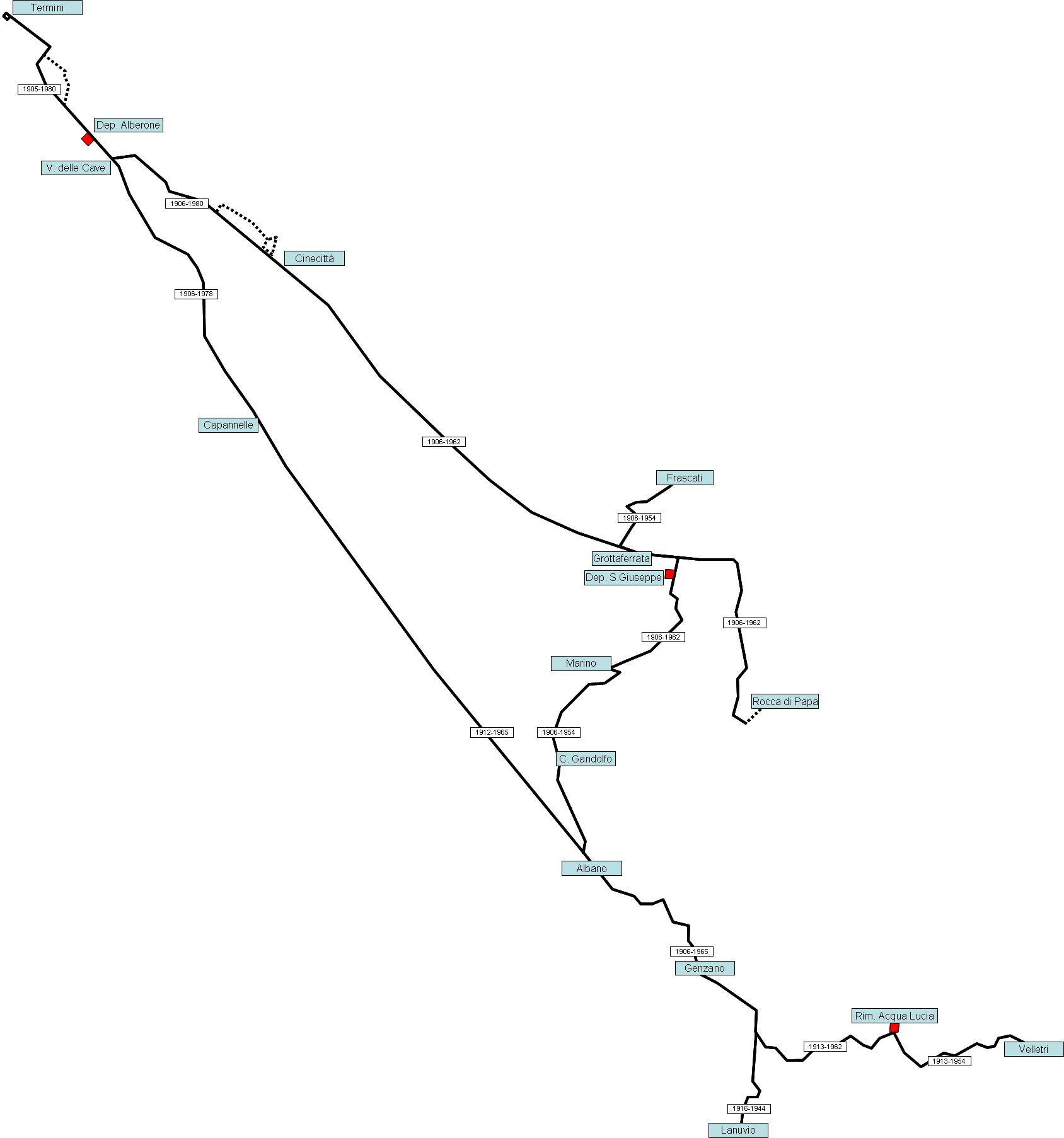
Lijnennet van de Interlocale tramlijn Castelli Romani.

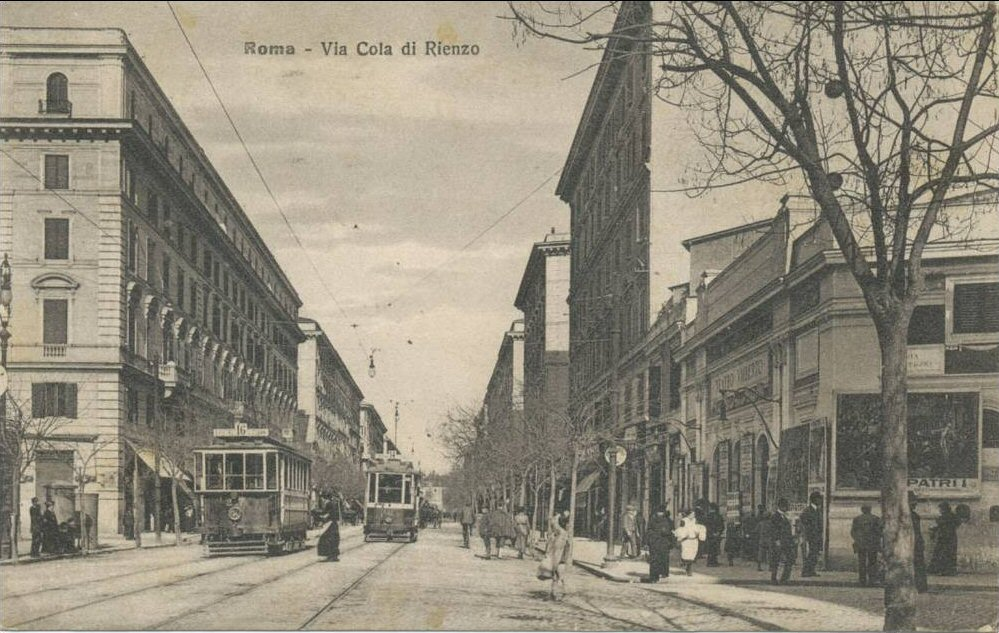
Via Cola di Rienzo.

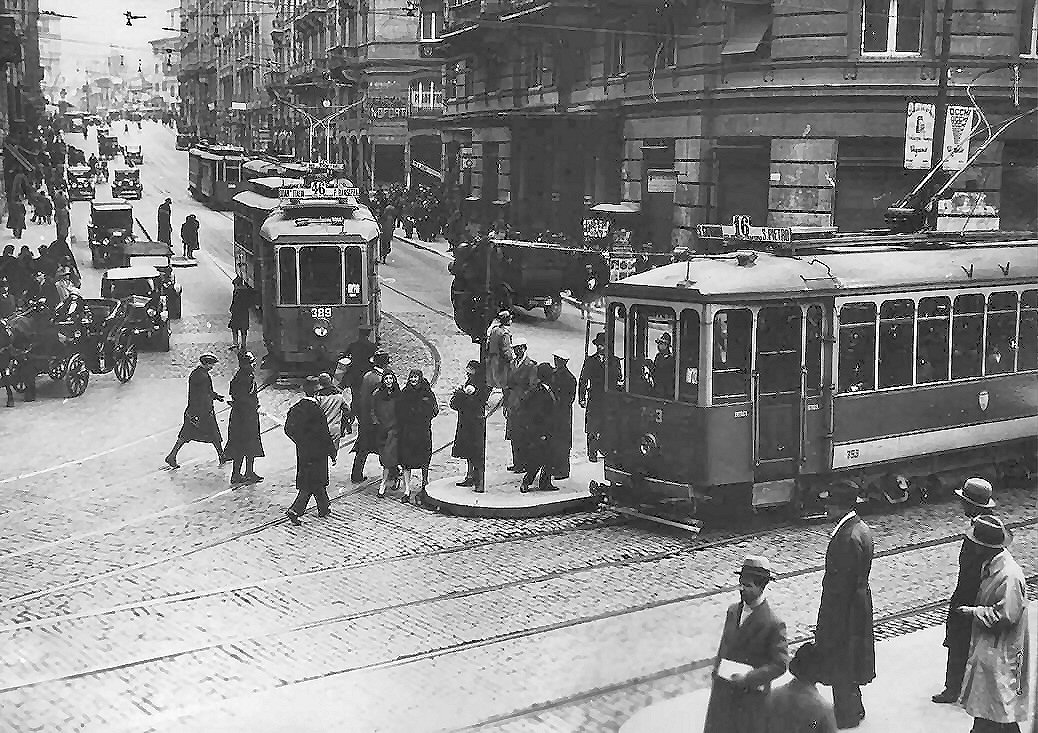
Tramdrukte in het centrum van Rome op de Largo del Tritone; 31 december 1929.

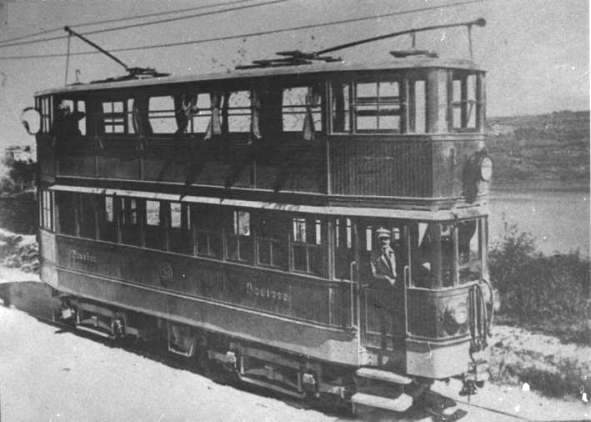
Dubbeldekkermotorwagen 'Imperiale' op het net van de Castelli Romani.

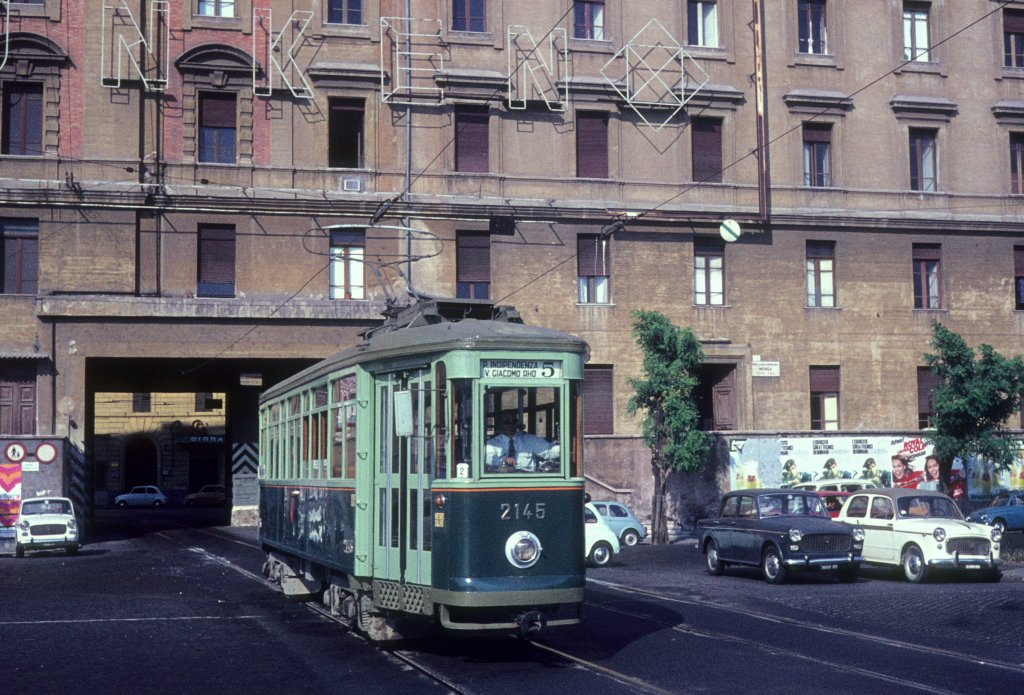
Motorwagen 2145 (type MRS) op lijn 5 op de Piazza del Cinquecento, bij Station Roma Termini; 23 augustus 1970. Foto: Kurt Rasmussen.

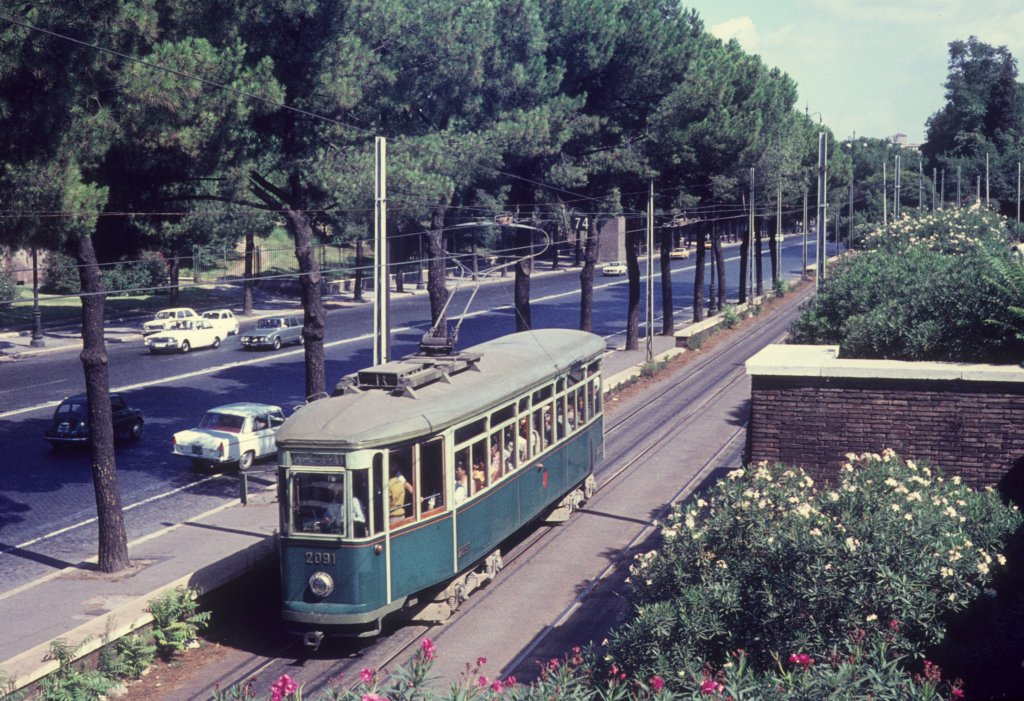
Motorwagen 2091 op lijn 11 op de Monte Celio (Via di S. Gregorio); 23 augustus 1970. Foto: Kurt Rasmussen.

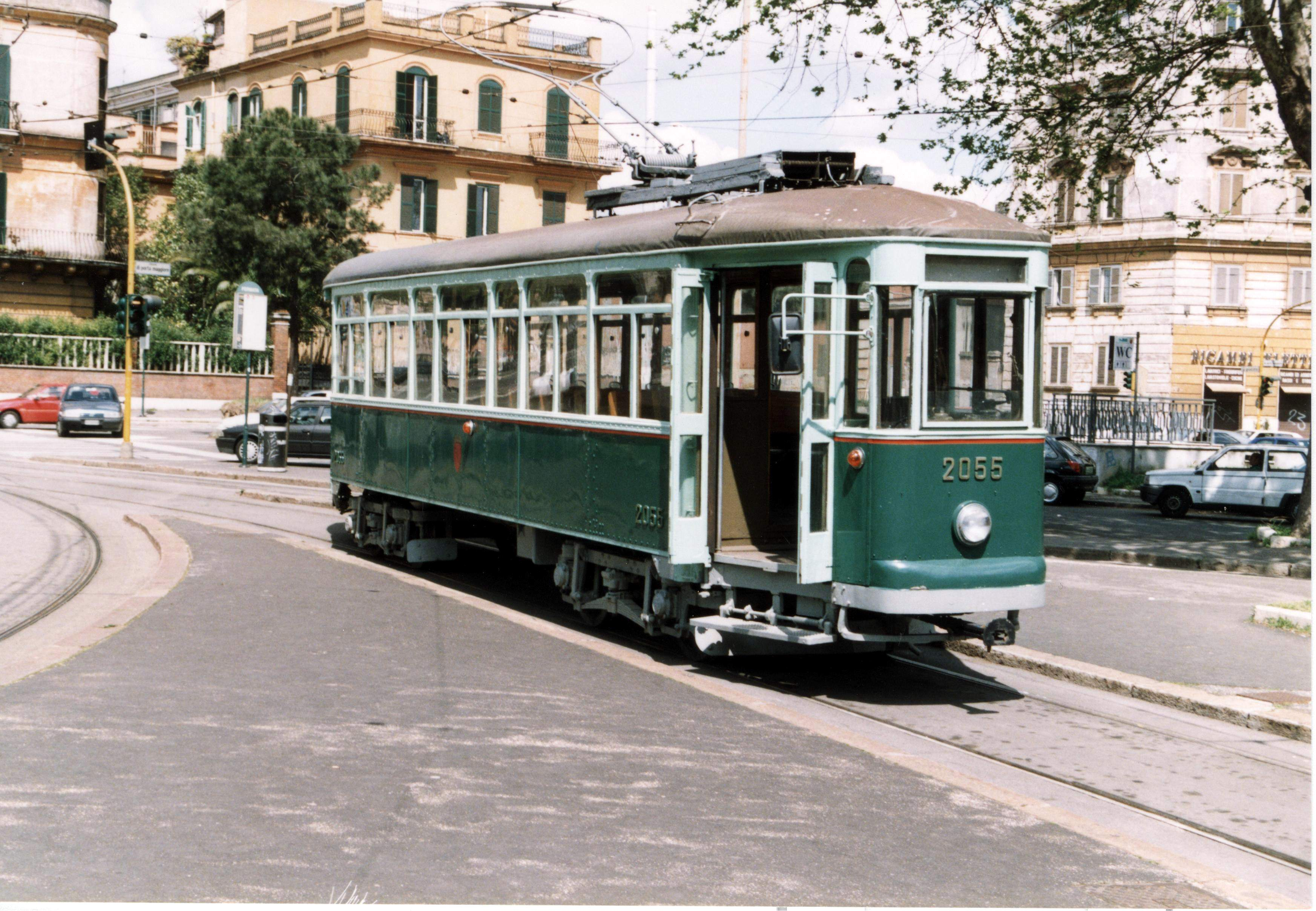
Motorwagen 2055 van de 'Moto-Rimorchiata Saglio' (MRS)

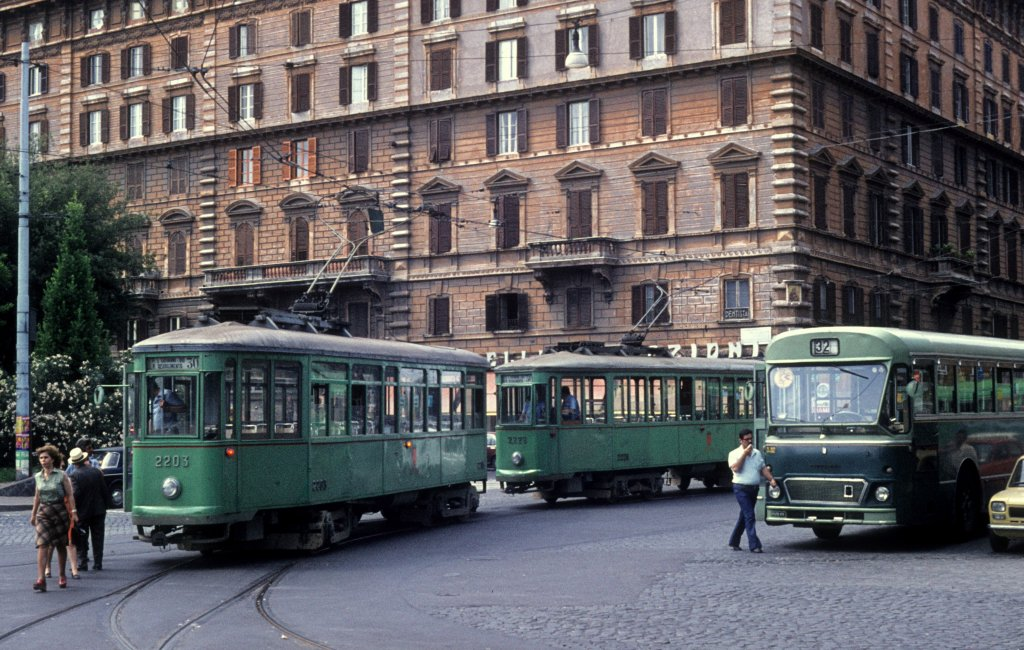
Motorwagens 2203 en 2229 (type MRS) op lijn 30 in de lichtere groene kleur van de jaren zeventig op het eindpunt Piazza del Risorgimento; 17 juni 1975. Foto: Kurt Rasmussen.

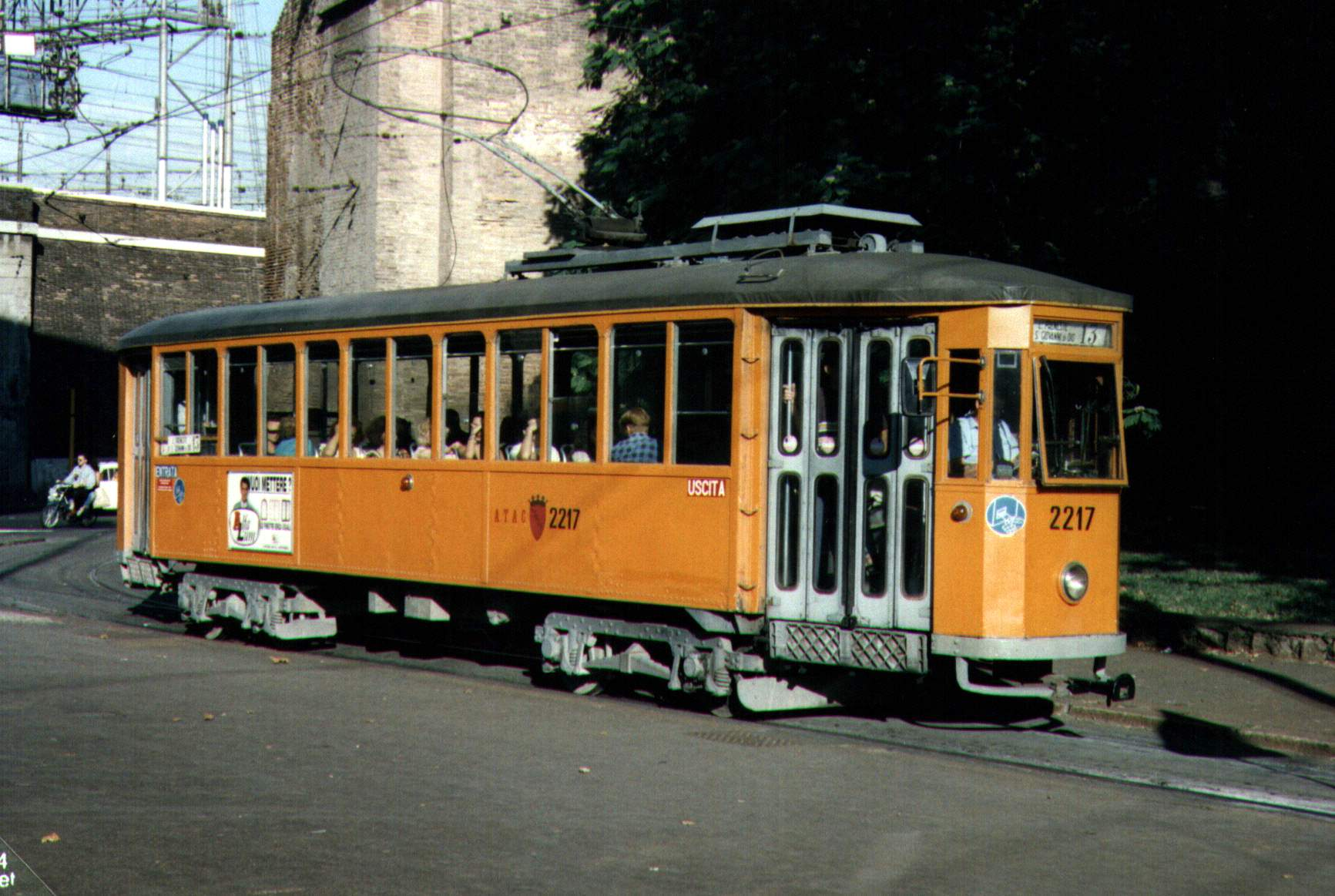
Motorwagen 2217 in de nieuwe oranje kleur van de jaren zeventig.

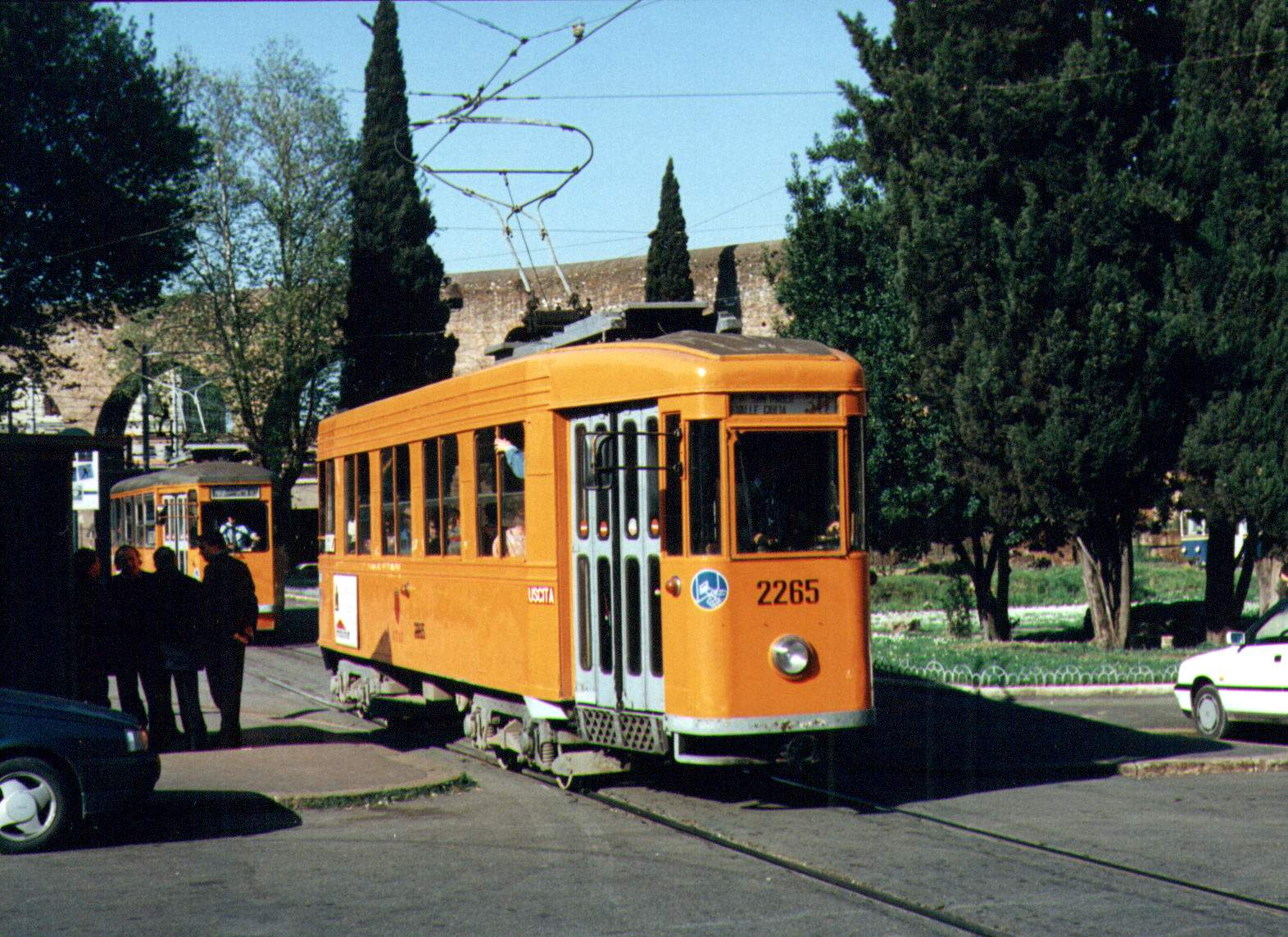
Motorwagen 2265 met verbouwde wagenbak met gewijzigde vensters op
lijn 30 barrata; 1993. Deze laatste lijn in Rome met doorstreept lijnnummer verviel in 2000.

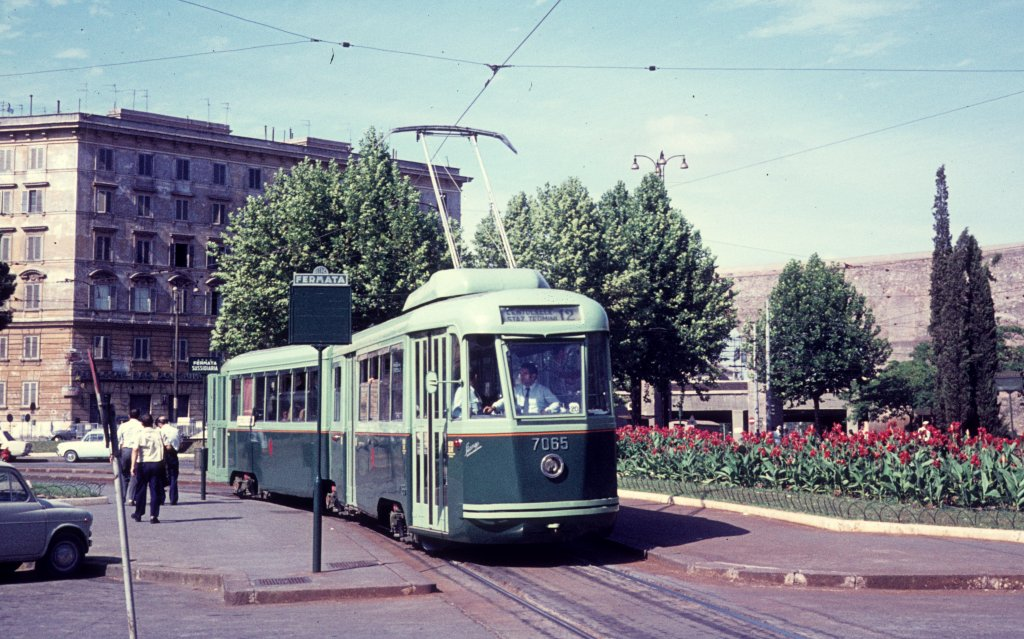
Gelede wagen 7065 op lijn 12 in de oorspronkelijke groene kleur bij de Porta Maggiore; 21 augustus 1970. Foto: Kurt Rasmussen.

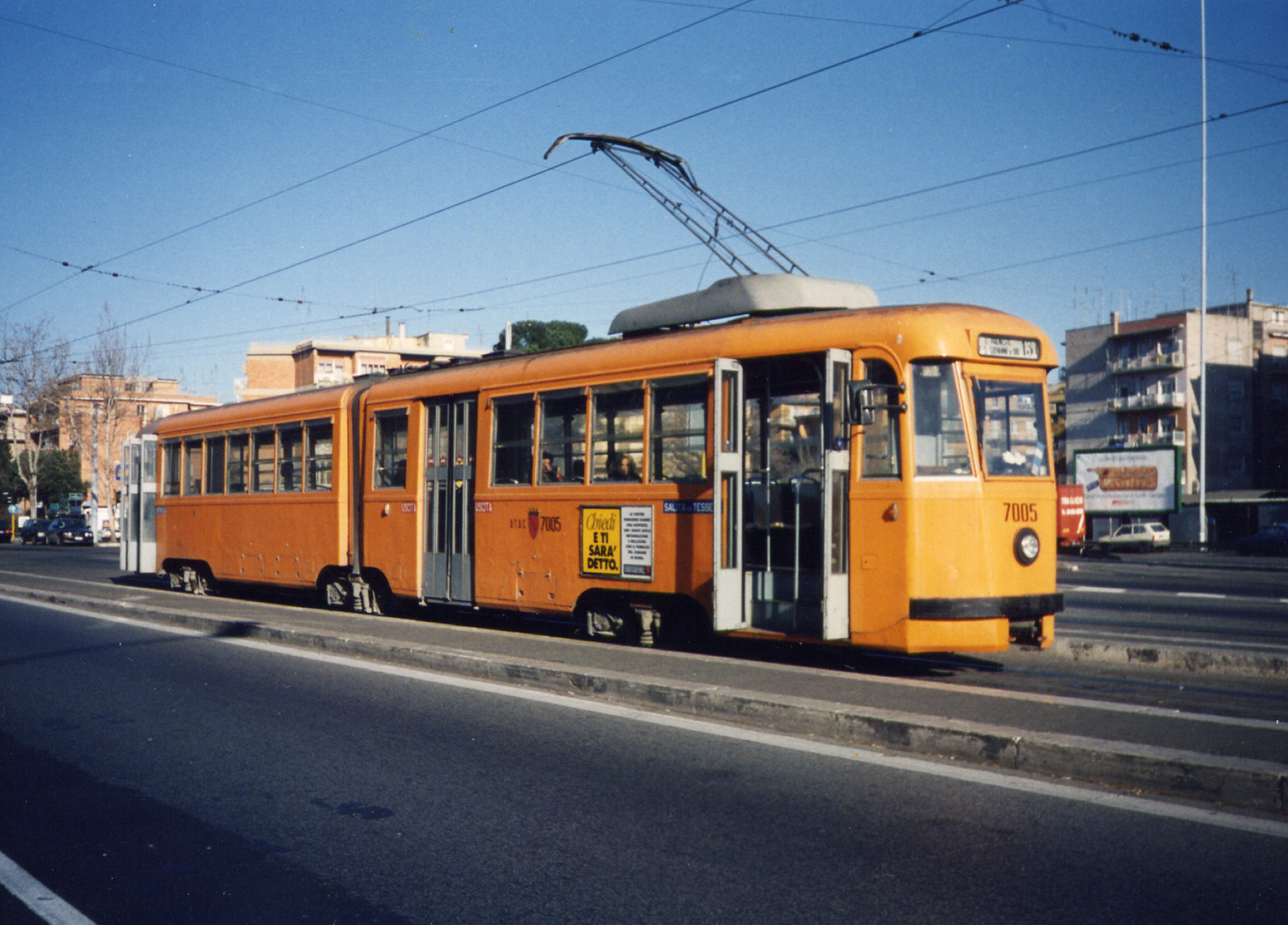
Stanga-gelede wagen 7005 in de oranje uitvoering op lijn 13; 9 juni 2012.

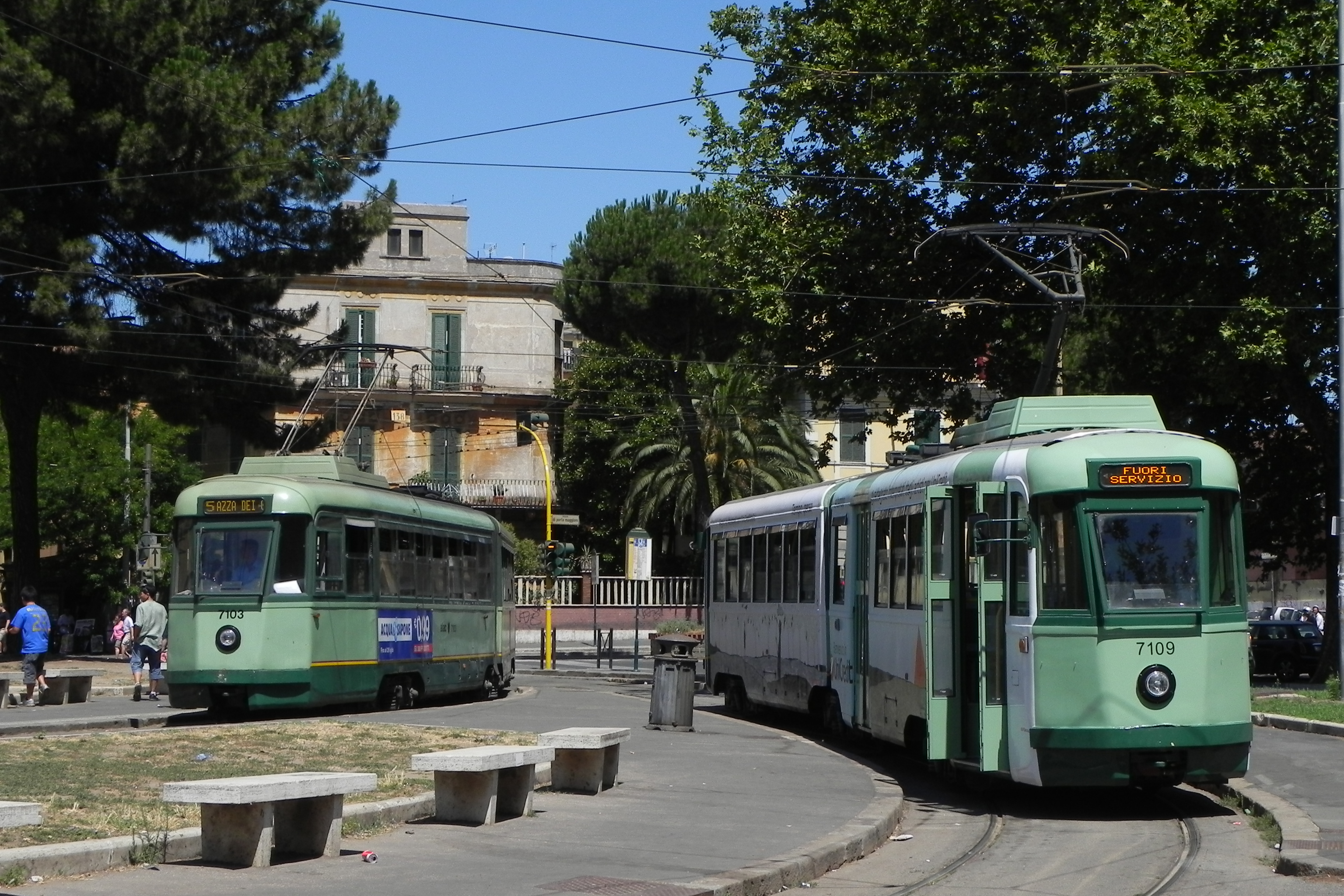
Ontmoeting van de twee Stanga-gelede wagens 7103 en 7109 bij de Porta Maggiore; 16 juli 2012.

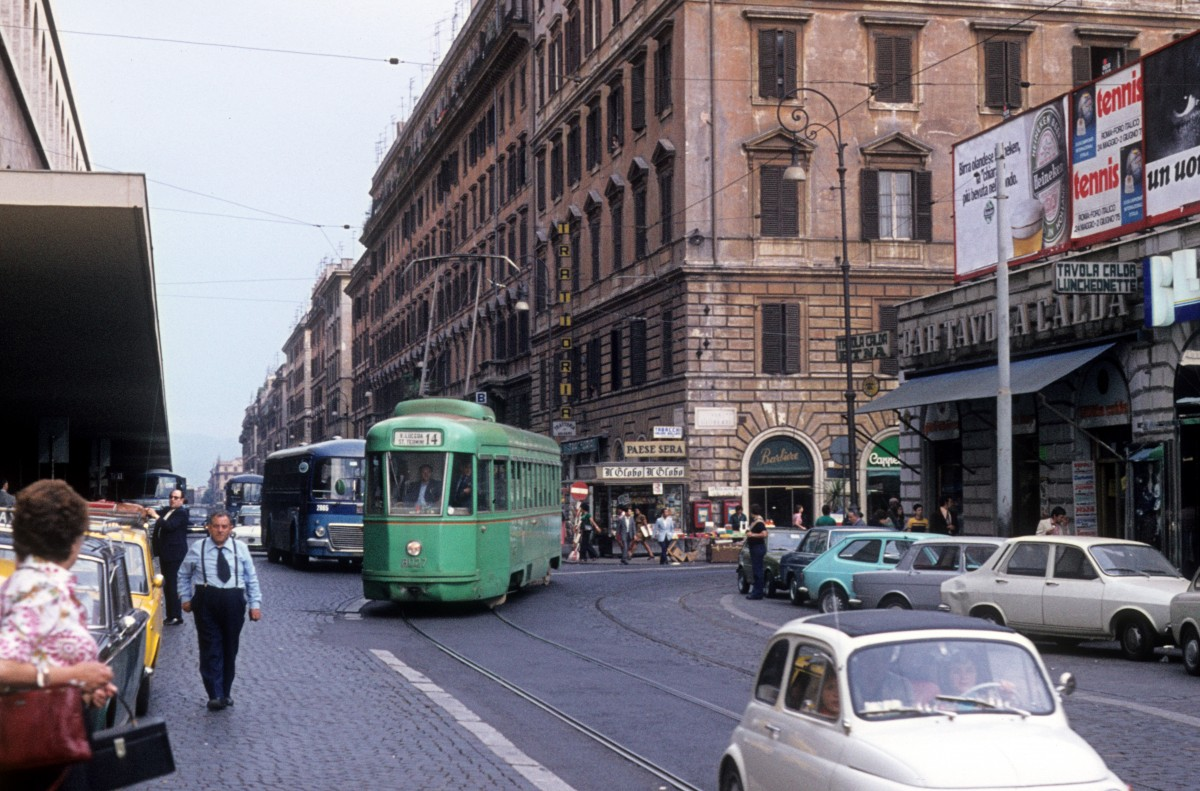
Motorwagen 8027 op lijn 14 in de lichtgroene uitvoering van de jaren zeventig. Via Giovanni Giolitti bij Station Roma Termini; 19 juni 1975. Foto: Kurt Rasmussen.

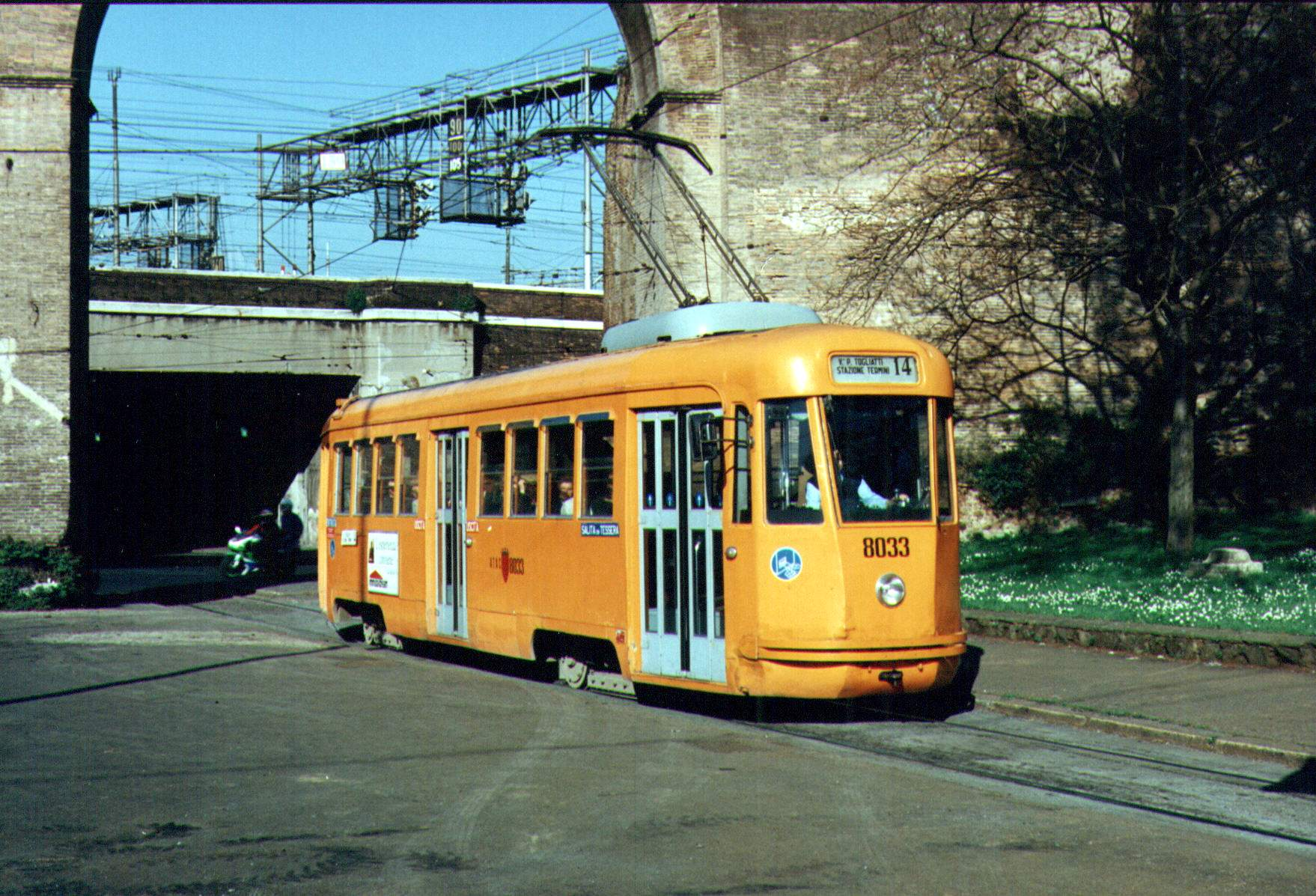
Motorwagen 8033 op lijn 14 in oranje uitvoering; 9 juni 2012.

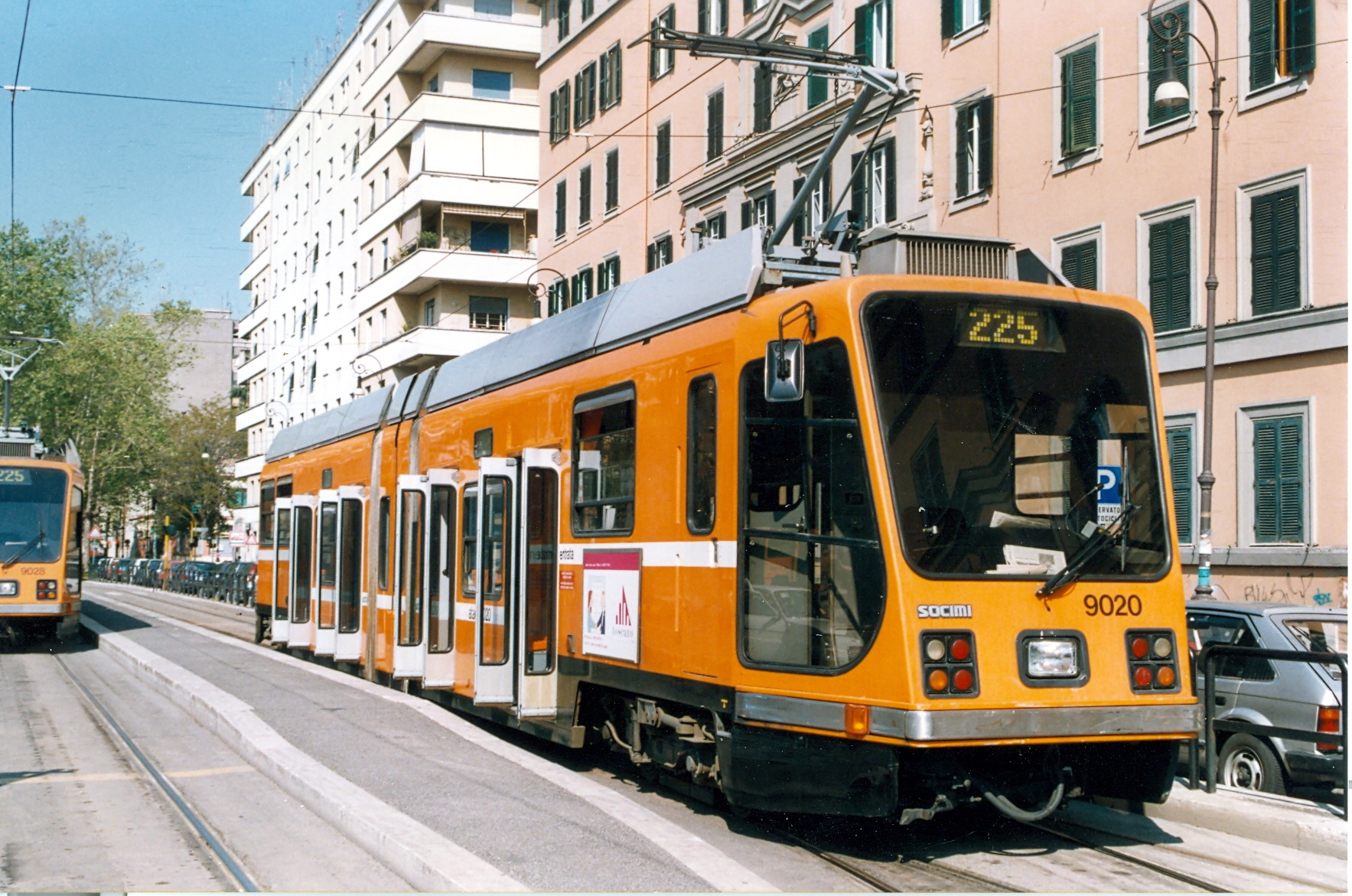
Gelede lagevloertram 9020 (Socimi) op lijn 225; tussen 1990 en 2000.

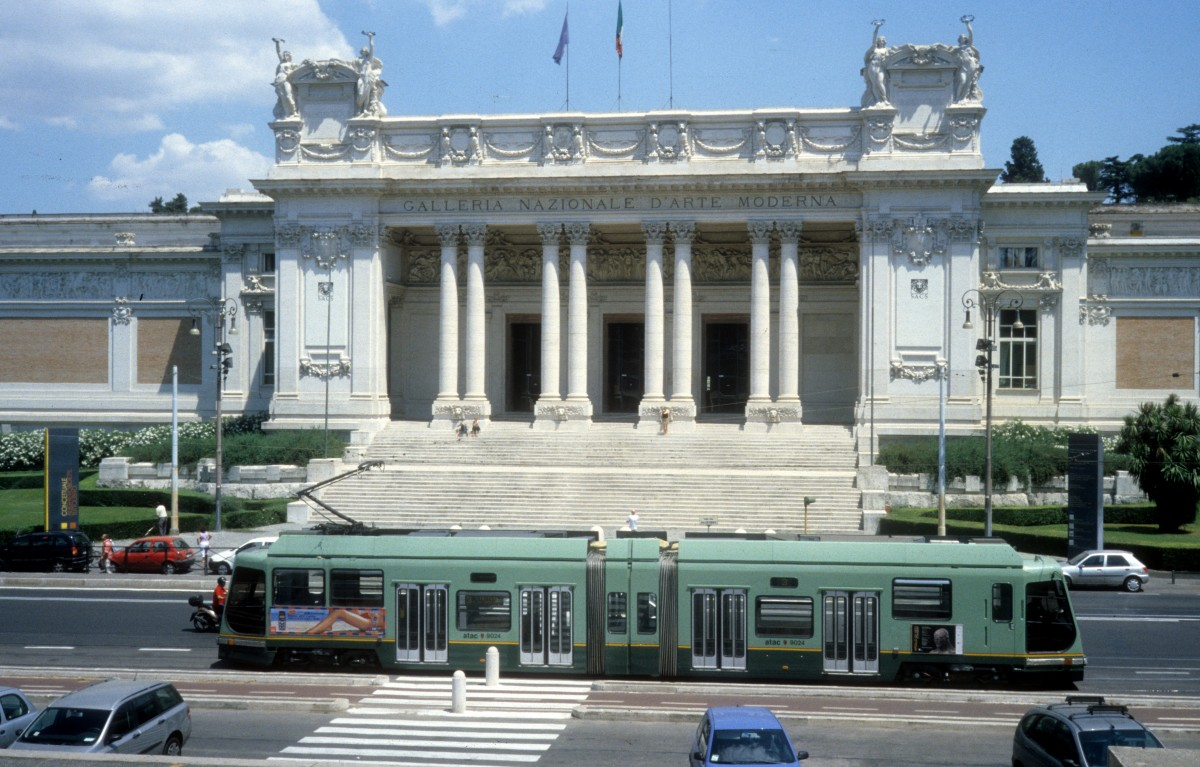
Gelede lagevloertram 9024 (Socimi) voor de Galleria d'Arte Moderna, Viale delle Belle Arti; juli 2004.

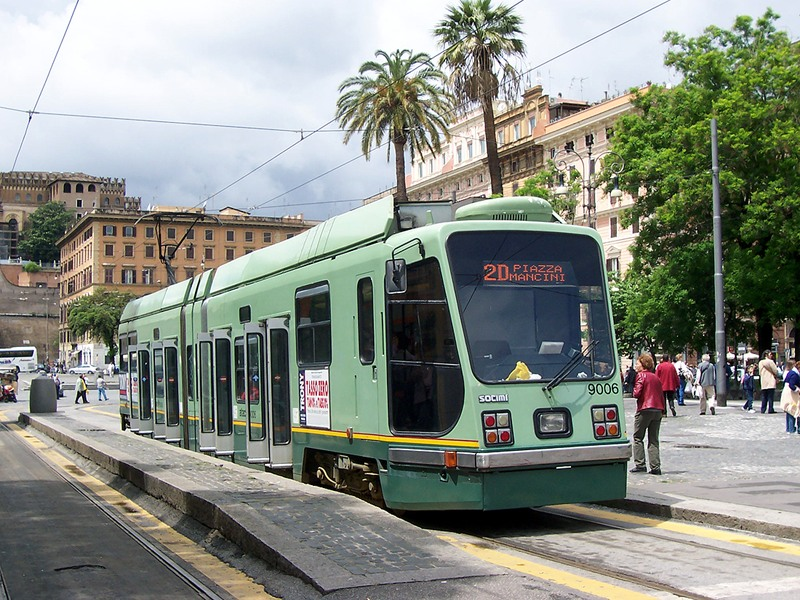
Gelede lagevloertram 9006 (Socimi) op lijn 2 op de Piazza Risorgimento; 2010

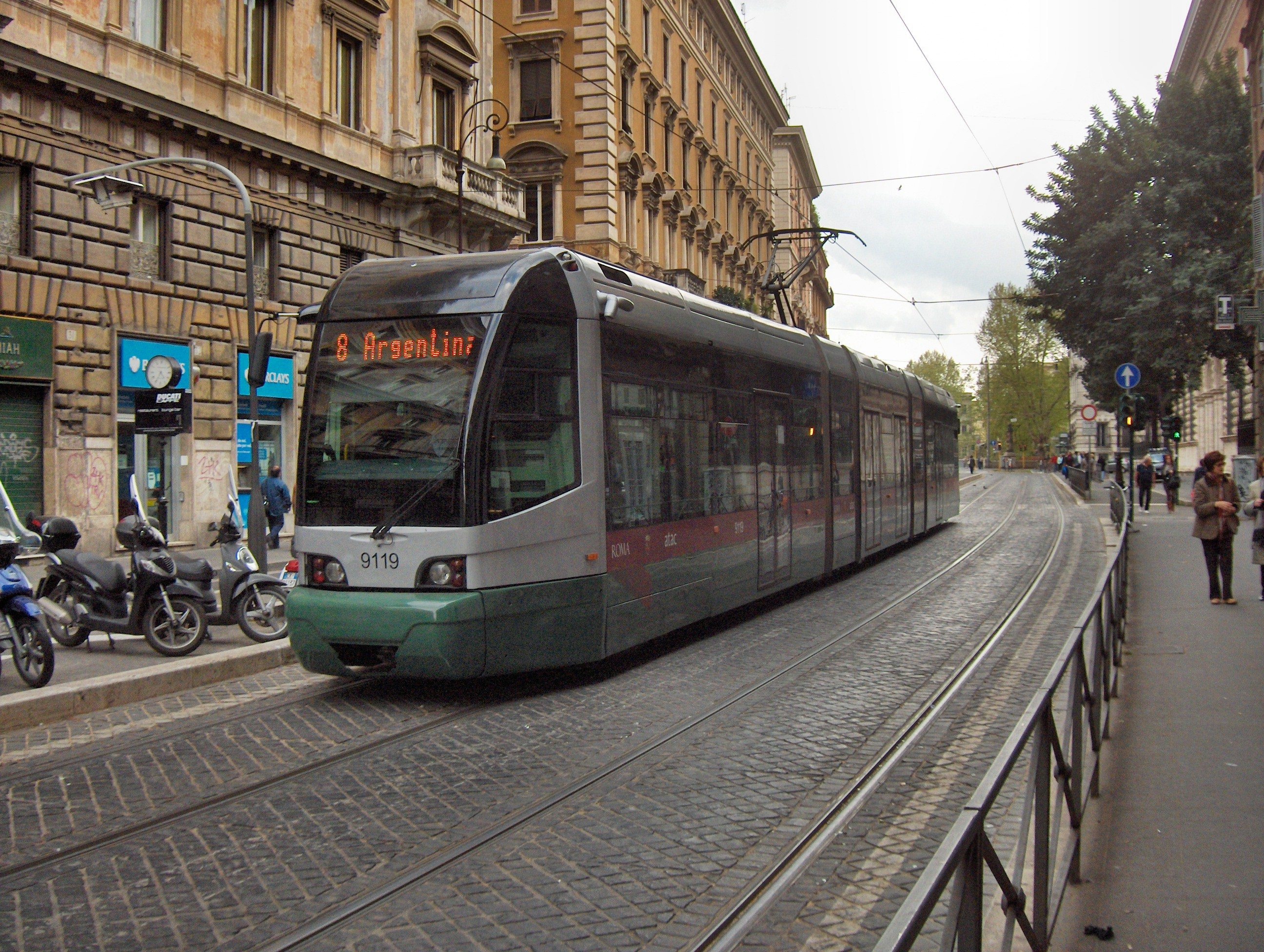
Gelede lagevloertram 9119 op lijn 8 in de Via Arenula bij de Via della Seggioala, nabij het eindpunt Teatro Argentina; 10 april 2010.

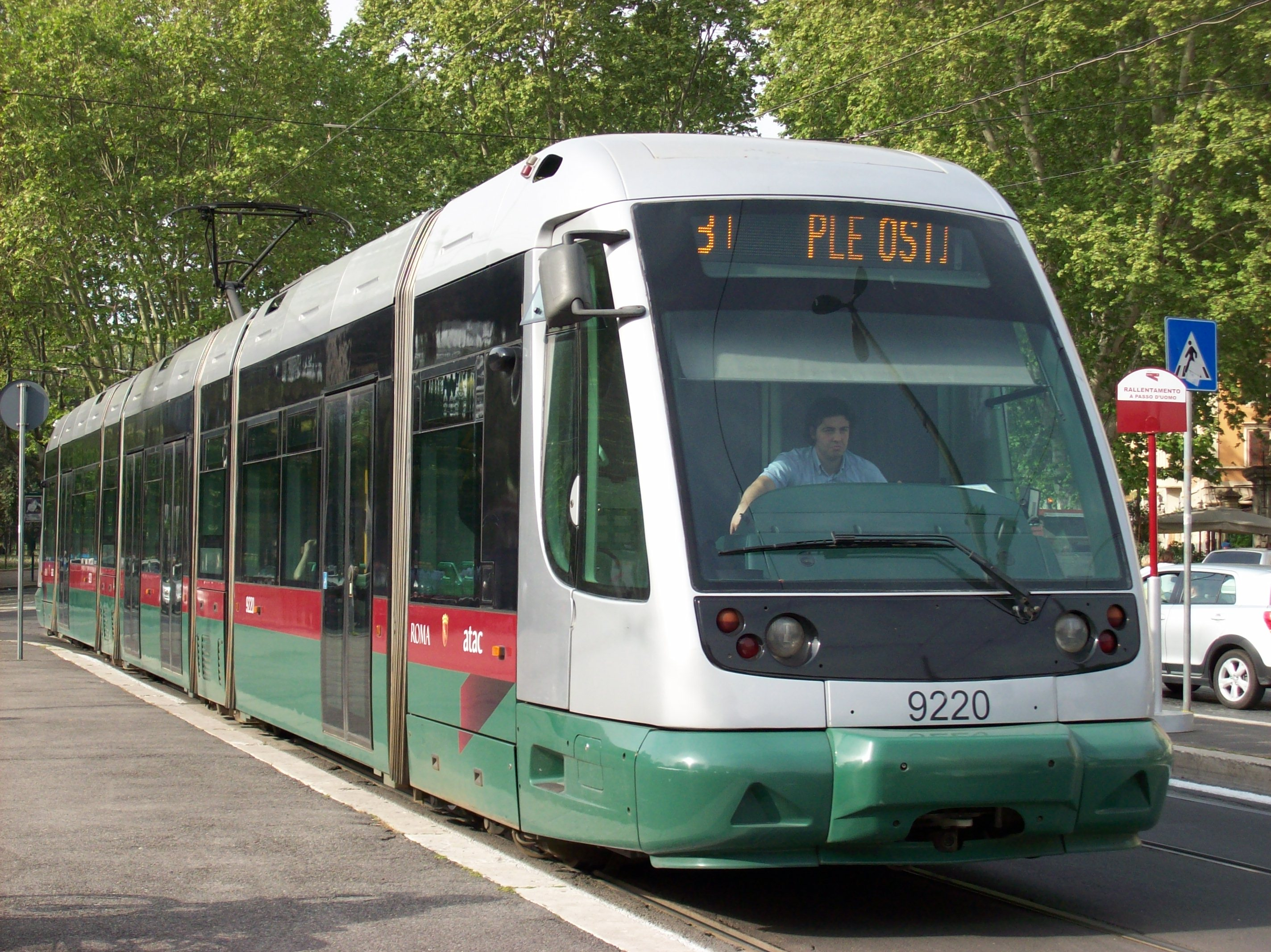
Gelede lagevloertram 9220 op lijn 8 op het Piazza di Porta San Paolo; 25 april 2013.

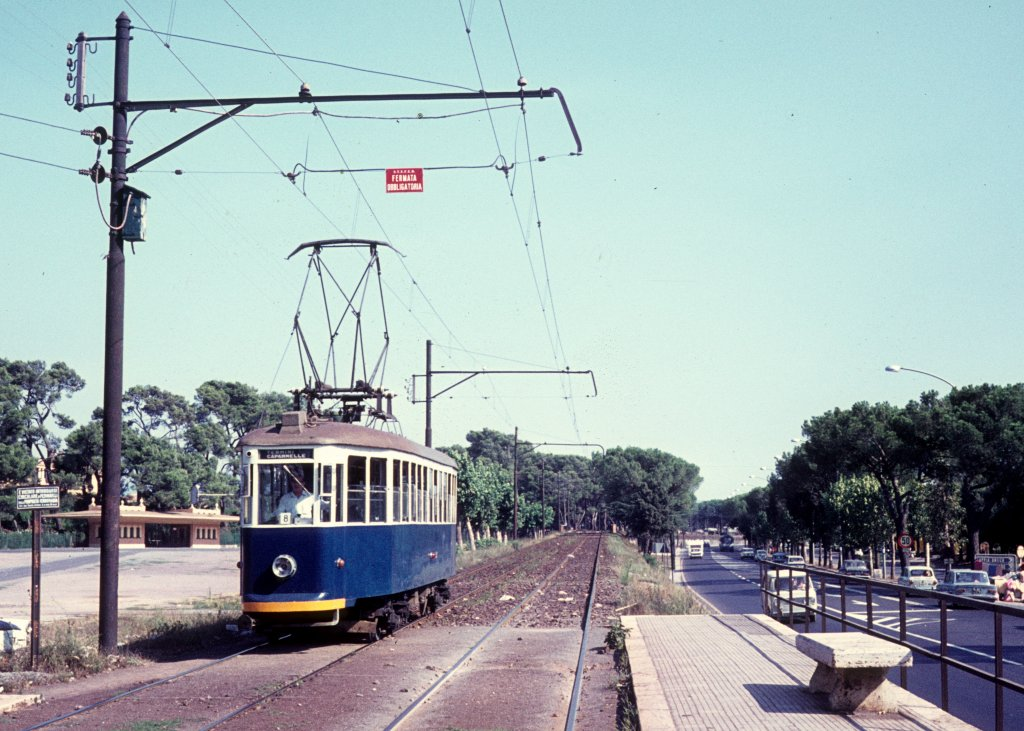
Motorwagen serie 300 (type MRS) van de STEFER vertrekt vanaf het einpunt Capanelle op weg naar de Via Giovanni Amendola in de buurt van Station Roma Termini; 22 augustus 1970. Foto: Kurt Rasmussen.

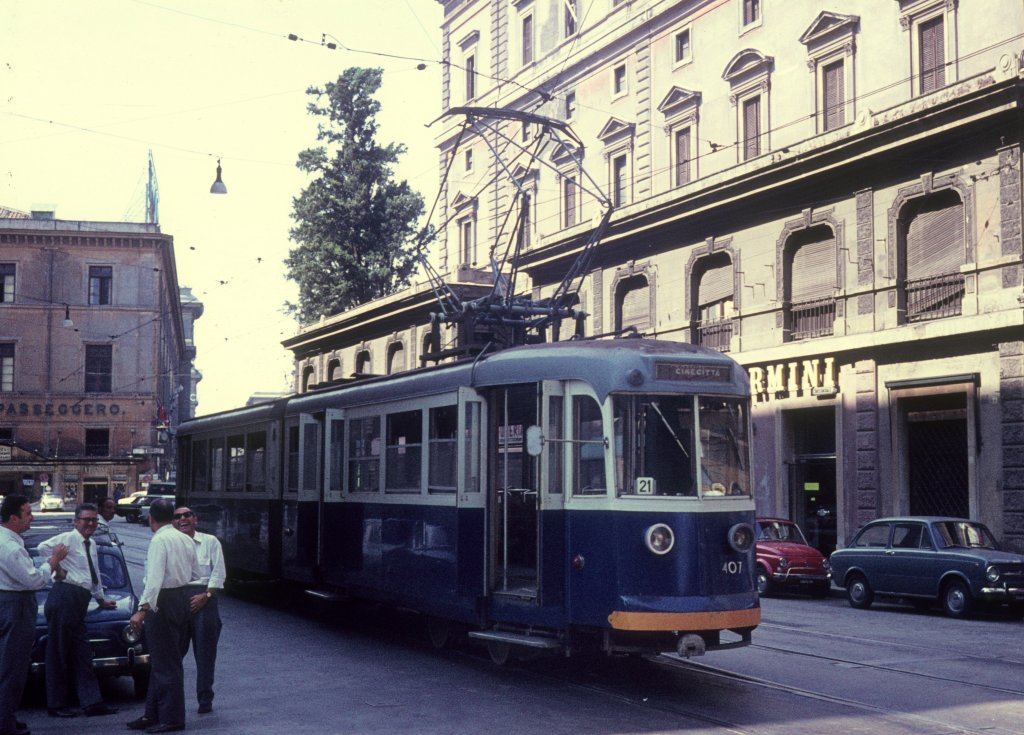
Gelede motorwagen 407 (type Urbinati) van de STEFER in de Via Giovanni Amendola; augustus 1970. Foto: Kurt Rasmussen.

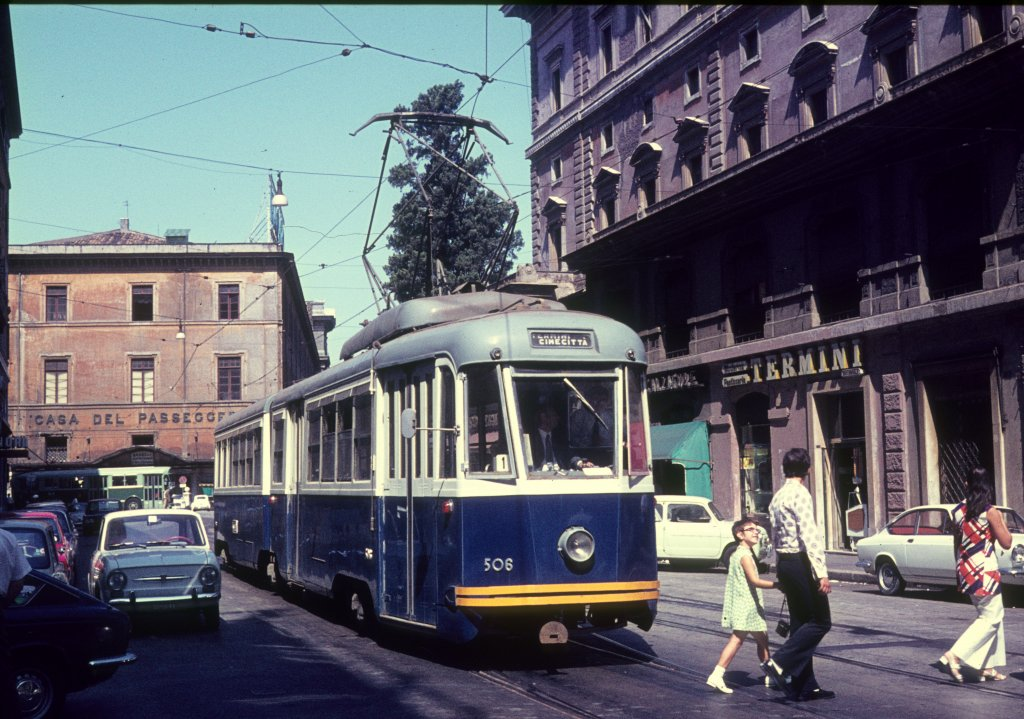
Gelede motorwagen 506 (type Urbinati) van de STEFER in de Via Giovanni Amendola in de buurt van Station Roma Termini; 25 augustus 1970. Foto: Kurt Rasmussen.

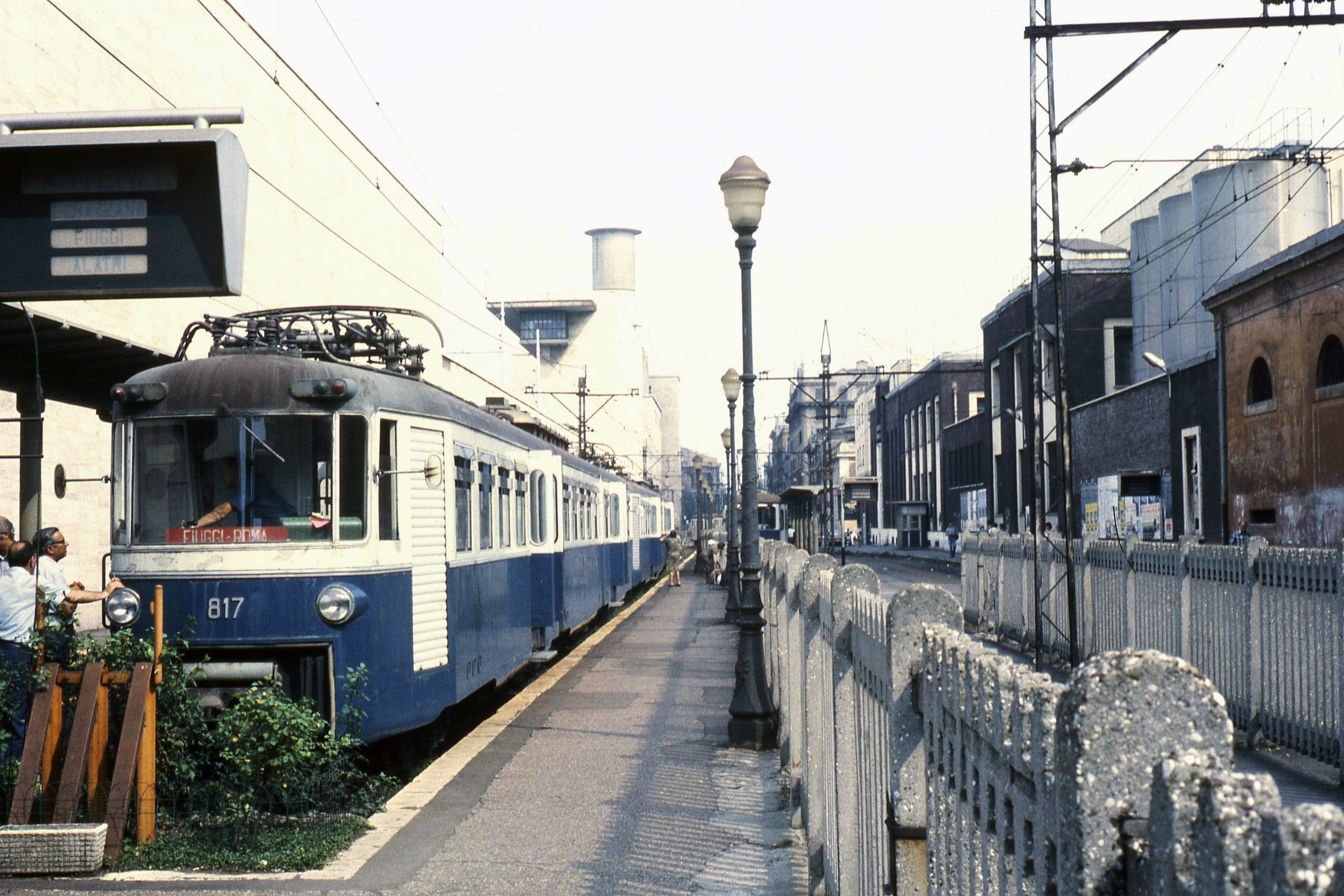
Gelede motorwagen 817 op het eindpunt van de smalspoorlijn Rome – Fiuggi – Alatri – Frosinone bij Station Roma Termini; 1979. Nog slechts enkele treinen reden toen door tot Alatri.

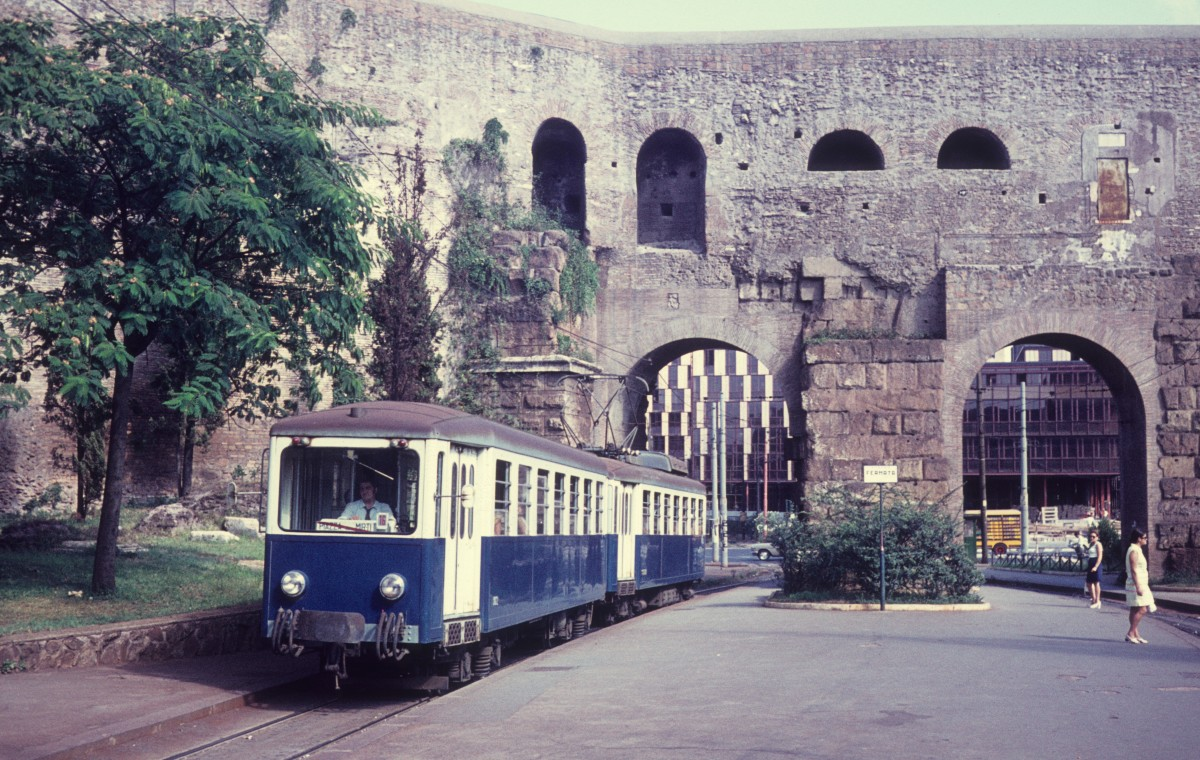
Tweewagenstel van de smalspoorlijn Rome – Fiuggi – Alatri passeert de Porta Maggiore; 21 augustus 1970. Foto: Kurt Rasmussen.

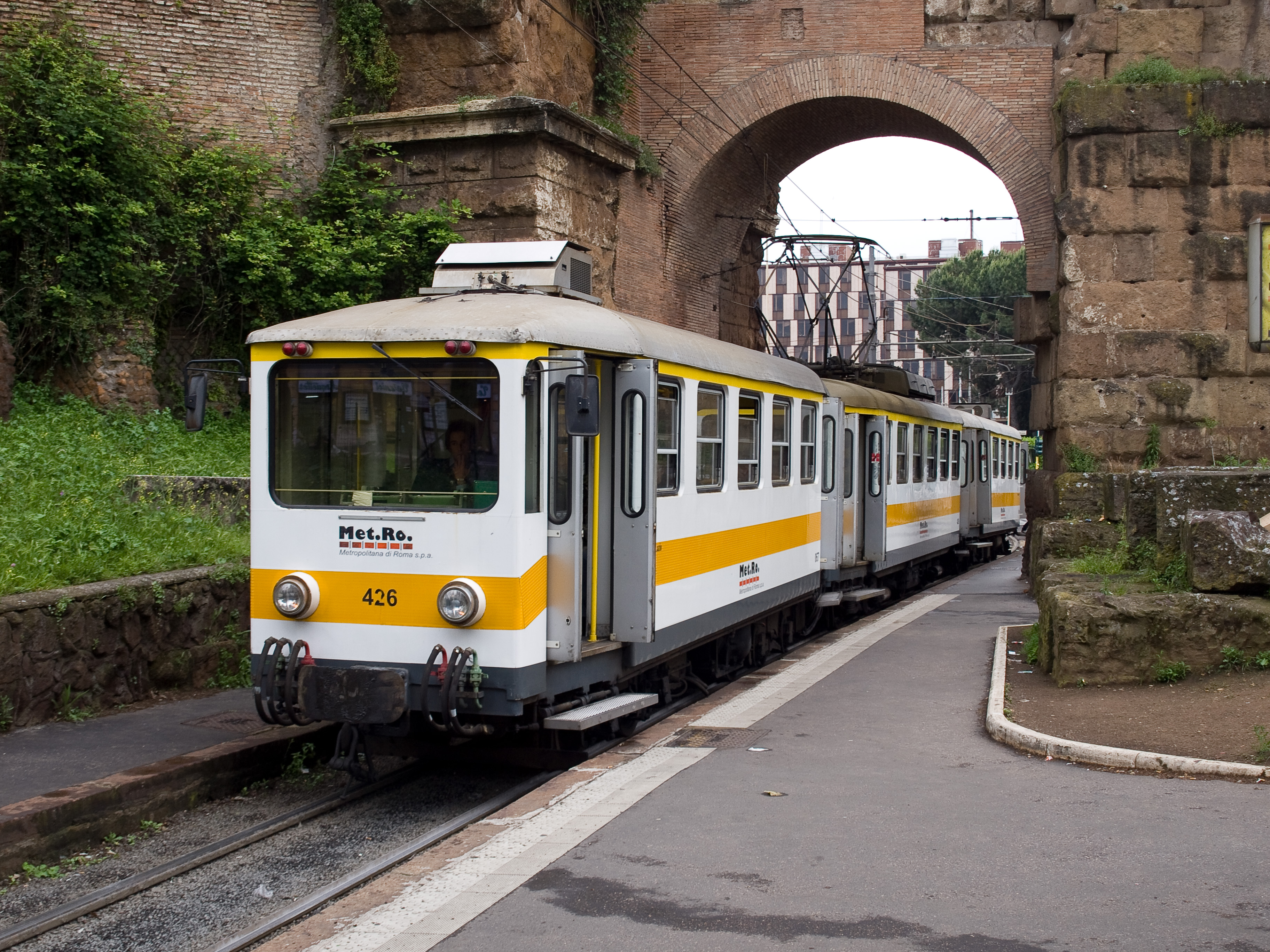
Driewagenstel met voorop rijtuig 426 van de smalspoorlijn Rome – Fiuggi passeert de Porta Maggiore; 19 mei 2010.

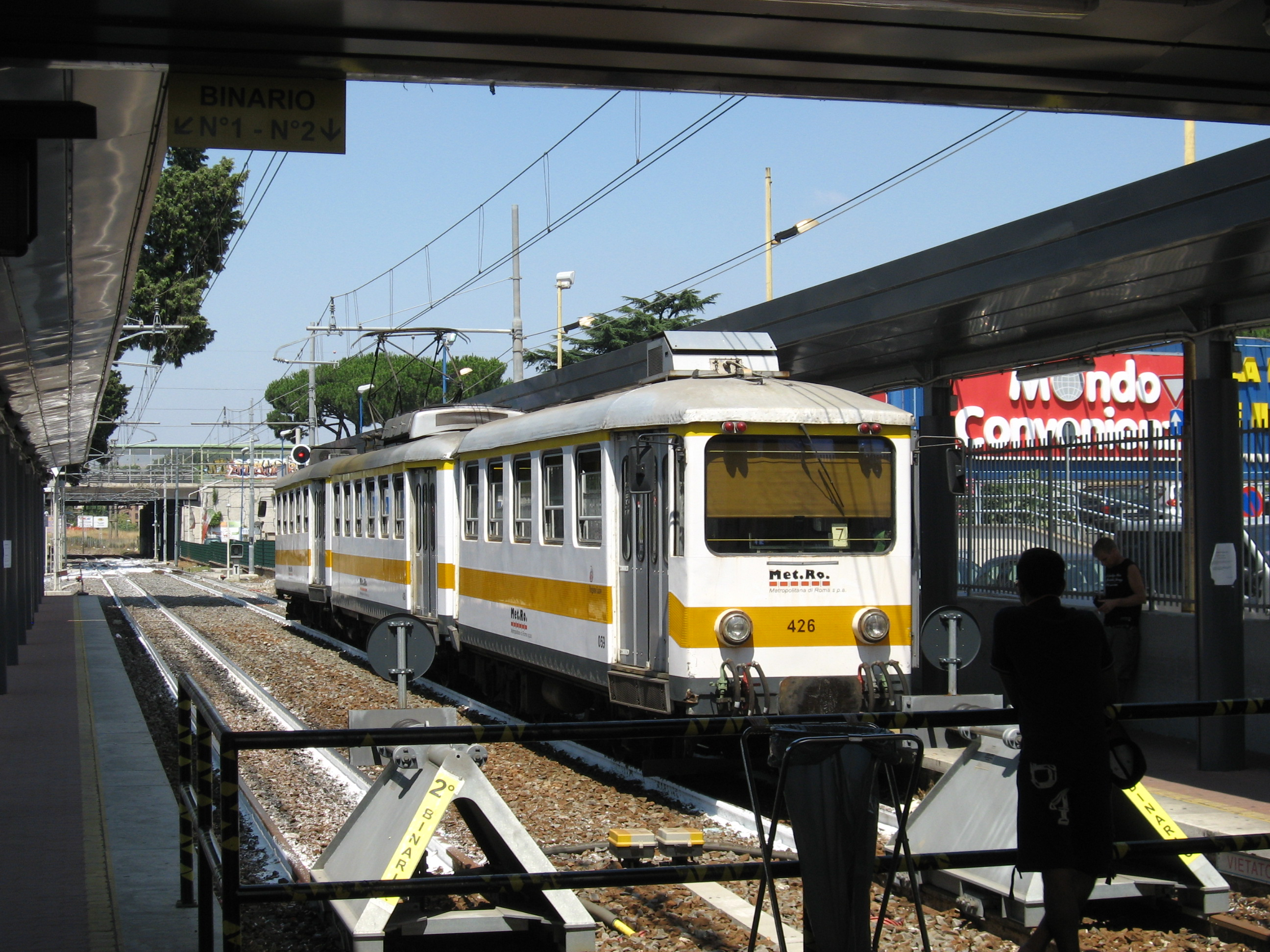
Driewagenstel met voorop rijtuig 426 van de smalspoorlijn Rome – Fiuggi aan het eindpunt Giardinetti; 11 juli 2010.

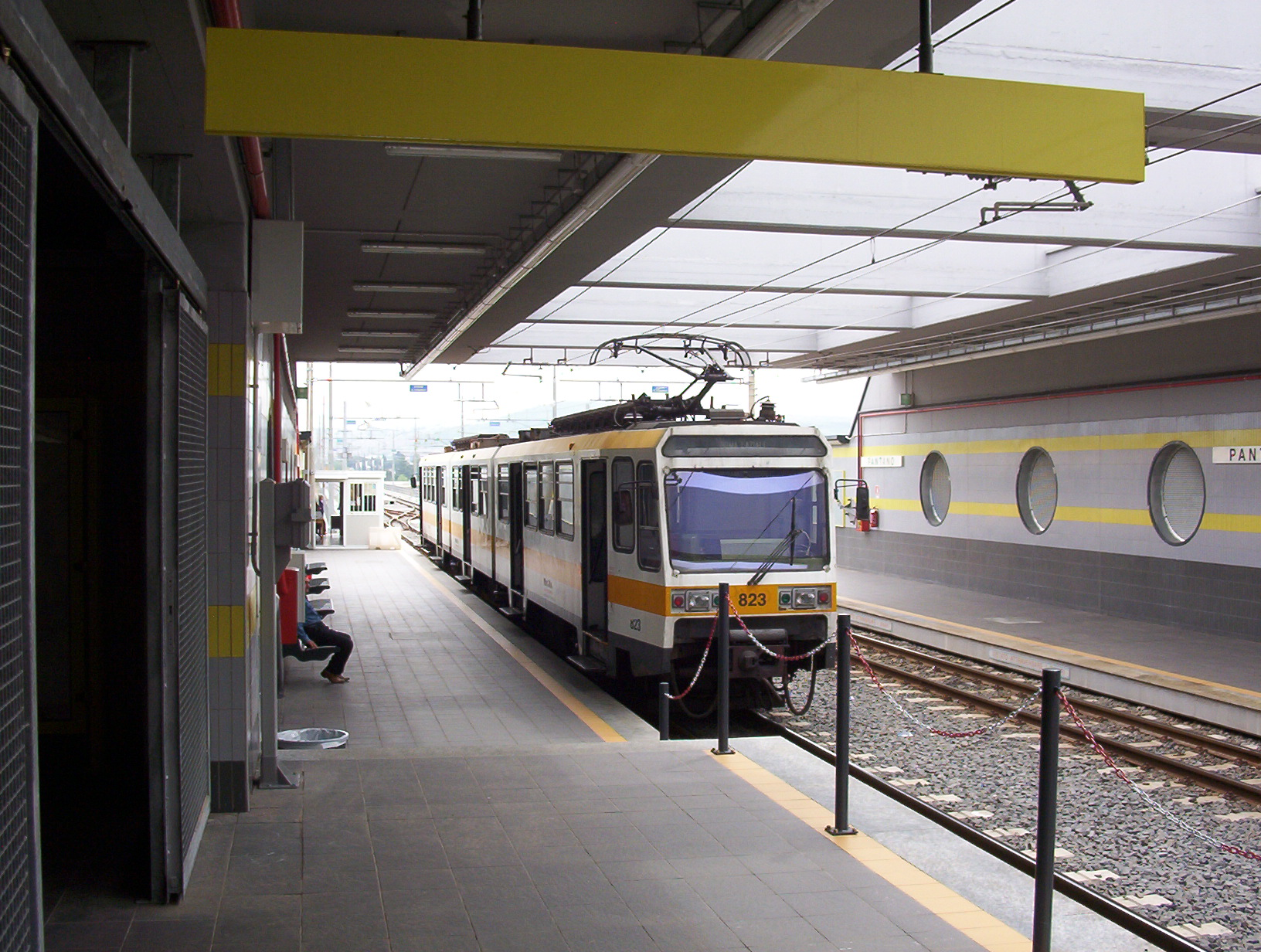
Gelede motorwagen 823 op het eindpunt Pantano Borghese van de smalspoorlijn. Het in 2006 nieuw gebouwde station werd inmiddels verbouwd voor de metro van Rome; 8 april 2007.

De Tram van Rome is het trambedrijf van de Italiaanse hoofdstad. De tram rijdt hier op een spoorwijdte van 1445 millimeter, de in Italië gebruikelijke maat. Het net is met 600 volt gelijkstroom geëlektrificeerd en omvat zes tramlijnen. Het gold ooit als het grootste tramnet van Italië. Na talrijke opheffingen en slechts bescheiden uitbreidingen in de laatste jaren heeft de tram tegenwoordig slechts een beperkte rol in het openbaar vervoer van Rome.

## Geschiedenis

### Begintijd
De eerste paardentram (Tram a cavalli) reed in 1877 op de Via Flaminia tussen de Piazzale Flaminio en de Milvische Brug. Spoedig volgden andere lijnen. Ten slotte werd deze eerste route in 1890 geëlektrificeerd, eerst volgens het reeds in de Verenigde Staten en het Verenigd Koninkrijk toegepaste systeem van serieschakeling, dat echter niet beviel en spoedig gedemonteerd werd. Vanaf 1895 vond het tegenwoordig nog gebruikelijke gelijkstroomsysteem in parallelschakeling toepassing. In 1904 was het gehele net elektrisch in bedrijf.
In 1908 werd het nummersysteem voor alle lijnen ingevoerd. Tot dan was een in vele Europese steden gebruikelijk systeem met lijnsymbolen in gebruik. Op dat tijdstip waren er 18 lijnen.
In de volgende decennia verliep de uitbreiding van het net relatief ongeordend, aangepast aan de snel groeiende stad. Daarbij kwam het tot parallelle en gedeeltelijk concurrerende lijnvoeringen van verschillende maatschappijen. In 1925 werd van links rijden op rechtsverkeer omgeschakeld. De grootste omvang bereikte het net in 1929 met 59 lijnen en circa 400 kilometer routes, waarop 800 motorwagens en 280 bijwagens reden.

### Interlocale lijnen
Vanaf het einde van de 19e eeuw werden talrijke randgemeenten rond om Rome door tramlijnen en lokaalspoorlijnen ontsloten. Doel was enerzijds het transport van agrarische producten en bouwmaterialen in de hoofdstad, anderzijds dienden de lijnen het verkeer voor uitstapjes en het vervoer naar baden met warm water van de stadsbewoners. Diensten, die deze routes tot in de eerste helft van de 20 eeuw en gedeeltelijk tot na de Tweede Wereldoorlog naar tevredenheid vervulden, waardoor zij de ontwikkelingen van plaatsen en verstedelijking van de omliggende gemeenten wezenlijk stimuleerden. Daarnaast voegde zich spoedig het beschikbaar komen van arbeidskrachten uit deze plaatsen, die vooral in de bouwindustrie van de snel groeiende hoofdstad werk vonden.
Wegens de kosten werden de routes langs bestaande staats- en provinciale wegen gevoerd, waardoor vooral bij de onteigening van grond maar ook bij de infrastructuur besparingen bereikt konden worden. Deze goedkope lijnvoering maakte vaak slechts geringe snelheden mogelijk en voerde met de toename van het autoverkeer tot conflicten, die uiteindelijk de opheffing van de lijnen tot gevolg hadden.
Terwijl het trambedrijf naar Tivoli en in de Albaanse Heuvels in normaalspoor uitgevoerd werden, werd bij de route naar Civita Castellana meterspoor toegepast, dat destijds voor smalsporige tramlijnen voorgeschreven was. Ook de aansluitende lijn naar Viterbo werd, hoewel als spoorweg geconcessioneerd, in de gelijke spoorwijdte uitgevoerd. De route naar Fiuggi werd vanaf het begin als lokaalspoorlijn gevoerd en derhalve in de daarvoor bestemde spoorwijdte van 950 millimeter uitgevoerd.

#### Stoomtramlijn Rome – Tivoli
Termini – Verano op de lijn naar Tivoli: geopend als paardentramlijn in 1879, vanaf 1904 elektrisch, in 1927 in het net van de stadstram geïntegreerd.

#### Interlocale tramlijn Castelli Romani
Als voorloper van de interlokale tramlijn Castelli Romani geldt de stoomtram Rome – Marino, die in 1880 tussen Ciampino en Marino geopend werd en na overname door de TFE tot Portonaccio (tegenwoordig Rome Tiburtina) verlengd werd. Zij werd al in 1889 weer opgeheven en de baan werd gedeeltelijk door de spoorlijn Ciampino – Albano – Marino verder gebruikt. Het bedrijf werd spoedig door de TFE overgenomen, hetzelfde bedrijf, dat ook de stoomtram naar Tivoli bezat en waarmee bij Portonaccio ook een verbinding bestond.
Op instigatie van de Franse maatschappij Thomson-Houston, die in 1898 de opdracht tot elektrificatie van de spoorlijn Milaan – Varese – Porto Ceresio ontving, werd in 1901 in Rome de Società delle Tramvie e Ferrovie Elettriche di Rome (STEFER) opgericht. Doel was het opzetten van een elektrisch tramnet, dat die Castelli Romani met de hoofdstad verbinden zou. In 1903 werd de stadslijn tussen Sint-Jan van Lateranen en Via delle Cave met een spoorwijdte van 1.445 mm und 600 / 750 volt gelijkspanning geopend, die vanaf 1906 Frascati, Grottaferrata, Genzano en Valle Oscura, dalstation van de kabelbaan naar Rocca di Papa bereikte. Er volgen uitbreidingen naar Velletri en Lanuvio alsmede een directe lijn langs de Via Appia, die ook Albano Laziale en Marino beter verbond.
In Rome werd het vertrekpunt van San Giovanni naar de Via Amendola bij het Station Roma Termini verlegd. Tot 1953 werden de stadslijnen dubbelsporig uitgebouwd. Zijn grootste uitbreiding bereikte het net in 1914 met 75 kilometer interlokale en 15 kilometer stadslijnen. Tussen 1954 en 1963 werden alle interlokale lijnen opgeheven, terwijl de stadslijnen nog tot 1978 respectievelijk 1980 bestonden en uiteindelijk door de opening van de metrolijn A vervangen werden. De lijnen van de Castelli Romani waren steeds goed bezet. In de eerste decennia was het vooral het verkeer voor uitstapjes naar de talrijke wijnlokalen ('Fraschetta') in de voor de wijnbouw bekende Albaanse Heuvels, later in toenemende mate het forensenverkeer uit de op grond van de tramlijnachtige ontsluiting tot voorsteden gegroeide plaatsen. Goederenverkeer was hier niet.
Na de opheffing van de tramlijn wordt de verbinding tegenwoordig naast het autoverkeer vooral door lijn FR4 en de talrijke buslijnen verzorgd, die aansluiting hebben op het eindpunt van de metro Anagnina.
Opvallend onder de trams waren de 'Imperiale', vierassige dubbeldekkermotorwagens, die vanaf de opening van het bedrijf tot 1950 in bedrijf waren en oorspronkelijk ook 1e klasse voerden. In 1938 volgde de inzet van de wereldwijd eerste moderne gelede trams volgens het systeem van ingenieur Urbinati, waarvan totaal twaalf trams in bedrijf kwamen. In aanvulling op de talrijke trams van de ATAC in het stadsverkeer (MRS en TAS) werden vanaf 1960 nog vier tweedehandse motorwagens van de Tram van Bologna en zes van de Tram van Triëst in dienst gesteld.

##### Stadsverkeer
Termini – Capannelle en Cinecittà op de lijnen van de Castelli Romani (1903-1980)

#### Interlocale tramlijn Rome – Civita Castellana – Viterbo
De spoorlijn Rome Flaminio – Viterbo werd als interlokale tramlijn langs de Via Flaminia aanvankelijk met meterspoor aangelegd en met 6500 volt, 25 hertz eenfase wisselspanning geëlektrificeerd. In 1913 bereikte de lijn Viterbo. In 1932 werd de lijn op normaalspoor omgespoord. Het stadsverkeer vanaf 1913 verliep over de route: Piazza della Libertà – Lungotevere Michelangelo – Viale delle Milizie – Viale Angelico – Milvische Brug. De smalsporige stadslijn werd in 1928 opgeheven.

#### Locaalspoorlijn Rome – Fiuggi – Frosinone
De smalspoorlijn Rome – Fiuggi – Alatri – Frosinone werd in 1916/'17 aangelegd door de Società Ferrovie Vicinali (SFV) met de spoorwijdte 950 millimeter en elektrisch bedrijf. Aanvankelijk reed zij met 1650 volt gelijkspanning, tegenwoordig met 1500 volt. Zij heeft een van de wegverkeer gescheiden spoorbaan, voert echter een tramlijnachtig bedrijf. Zij volgt binnen Rome de Via Casilina.
De volgende routes werden aangelegd:
- Station Roma Termini / Piazza dei Cinquecento – Fiuggi – Alatri – Frosinone (137,4 km)
- Goederenlijn Porta Maggiore – Scalo San Lorenzo (goederenstation van de Staatsspoorwegen)
- Centocelle – Piazza dei Mirti
- Zijlijn San Cesareo – Frascati (15 km)
- Stadsverkeer Fiuggi (4,5 km)
- Zijlijn Vico nel Lazio – Guarcino (3,4 km)

Sinds 1941 werd het bedrijf door de "STEFER (STEFR)" gevoerd, vanaf 1980 door ACOTRAL.
Vanaf 1927 werd op de volgende routes stadsverkeer gereden met speciaal daarvoor aangeschafte vierassige motorwagens:
- Station Roma Termini – Piazza dei Mirti (Rome)
- Fiuggi Fonte – Fiuggi città (Fiuggi)
- Frosinione Madonna della Neve – Frosinone Staatsstation (Frosinone)

Het stadsverkeer in Rome werd met de volgende intervallen gereden:
- Station Roma Termini / Laziali – Piazza dei Mirti: 15 minuten
- tot Torrenova: 30 minuten
- tot Grotte Celoni: 45 minuten

In 1982 werd de korte zijlijn van Centocelle naar Piazza dei Mirti opgeheven. Tot 1984 werd het vervoer op de interlokale lijnen opgeheven en slechts het stadsverkeer in Rome tussen het inmiddels circa 800 meter teruggelegde eindpunt Rome Laziali en Pantano Borghese instand gehouden.
In het voormalige station Colonna aan de Via Casilina bevindt zich een museum, dat talrijke rijtuigen van interlokale tram en diverse objecten tentoonstelt.

### Reorganisatie van het lijnennet in 1930
Een ingrijpende reorganisatie onderging het net in 1930. Op 1 januari 1930 werden talrijke samenlopende lijnen samengevoegd en vanwege de beperkte ruimte in de smalle straten van de oude binnenstad door autobussen vervangen. Daarbij verdween de tram ook uit belangrijke hoofdstraten zoals de Via Nazionale, de Corso Vittorio Emanuele II en de Via Arenula. Vanaf 1937 bediende de trolleybus het stadscentrum. Doordat het net als gevolg van deze uitdunning van de kern in een oostelijke en westelijk deel uiteenviel, werden er twee paren ringlijnen ingesteld, die beide delen van het net met elkaar verbonden. De ringlijnen werden in tegenstelling tot de andere lijnen met letters aangeduid:
- CD: Circolare Interna Destra (Rechter Binnenring [met de klok mee])
- CS: Circolare Interna Sinistra (Linker Binnenring [tegen de klok in])
- ED: Circolare Externa Destra (Rechter Buitenring [met de klok mee])
- ES: Circolare Externa Sinistra (Linker Binnenring [tegen de klok in])

Alle 24 overgebleven radiaallijnen kregen hun vertrekpunt bij de Binnen Ringlijnen.

### Neergang
De toenemende concurrentie van de autobussen en later de trolleybussen leidde vanaf 1935 tot stillegging van enkele lijnen, die echter in de Tweede Wereldoorlog vanwege brandstofschaarste en gebrek aan banden gedeeltelijk weer teruggedraaid werden.
Vanaf 1960 kwamen er, geheel in de trend met de meeste Europese tramnetten, grote lijnopheffingen; gedeeltelijk omdat de tram als obstakel voor het autoverkeer werd aangezien, gedeeltelijk omdat de routes niet aan de nieuwe wegonderdoorgangen en eenrichtingstraten aangepast konden worden. Van de voorheen vier ringlijnen bleef lijn ED als enige bestaan. Zij voerde vanaf 1975 het lijnnummer 30. Ook bleven investeringen uit in nieuwe tramwagens en in de infrastructuur. Het aantal lijnen van het ATAC-trambedrijf kromp van 23 in 1959 naar zeven in 1967, totdat er in 1973 uiteindelijk nog maar vier lijnen overgebleven waren. Het tramnet dreigde geheel te verdwijnen. Met de grote vermindering van het aantal lijnen verdwenen ook de rode lijnnummers (1972), later ook de doorstreepte lijnnummers (2000).

## Tegenwoordig
Na ongeveer 30 jaar doodsstrijd werd in 1990 naar aanleiding van het wereldkampioenschap voetbal van 1990 weer een nieuwe lijn ingesteld met gebruikmaking van bestaande sporen en korte nieuwbouwsporen op de Via Flaminia tussen Piazzale Flaminio en de Milvische Brug (Piazza Mancini; nabij het Olympisch Stadion en het sportcomplex Foro Italico). De lijn kreeg het nummer 225 en later 2. Nieuw is vooral het verkeersconcept: de talrijke buslijnen, die tot dan toe op de Via Flaminia reden, kregen op de Piazza Mancini een nieuw eindpunt, waar op de tram overgestapt moest worden. Deze voert als enige vervoermiddel op grotendeels eigen baan naar het stadscentrum.
Volgens gelijk model werd in 1998 lijn 8 van Largo di Torre Argentina via de Viale Trastevere en de Circonvallazione Gianicolense tot Casaletto nieuw ingesteld. Ook hier werden bestaande sporen gebruikt, alleen het centrale lijngedeelte over de Via Arenula en een kort stuk naar het nieuwe eindpunt werden nieuw aangelegd. Op de hele route werden de sporen gescheiden van het autoverkeer en gedeeltelijk door groene aanplant en beplantingen hiervan afgescheiden. Door de nieuwe lijn konden talrijke buslijnen uit de Viale Trastevere en uit het centrum teruggetrokken worden. Ondanks aanvankelijke tegenstand werd de nieuwe lijn door de reizigers goed geaccepteerd en heeft het comfort en de reistijd op deze verbinding wezenlijk verbeterd. In juni 2012 werd met de bouw van een circa 400 meter lange verlenging van lijn 8 begonnen over de Via delle Botteghe Oscure tot Piazza Venezia, die op 6 juni 2013 geopend werd.
Op zes lijnen met een lijnennet van 39 km vervoert de Tram van Rome circa 93 miljoen reizigers per jaar. Dat komt overeen met ongeveer het jaarlijkse vervoer van de Tram van München. Toch heeft de tram in Rome bij het volbrachte aantal personenkilometers van alle openbare vervoermiddelen op straat (tram, trolleybus, autobus) tegenwoordig slechts en aandeel van 15 procent. De in de laatste twintig jaren aarzelend omgeslagen oplossing, de tram in plaats van bussen als hoofdvervoermiddel van het straatverkeer in de binnenstad in te zetten en zo de verkeersstromen op bepaalde straten te bundelen, heeft zich als juist bewezen.

### Perspectieven
Mogelijke uitbreidingen betreffen nieuwe lijnen:
- Largo Argentina – Corso Vittorio Emanuele II – Porta Cavalleggeri – Stazione San Pietro – Via Gregorio VII – Cornelia – Via Pineta Sacchetti
- Tangentiaallijn op de Viale Palmiro Togliatti
- Piramide – Garbatella – Via del Caravaggio
- Station Trastevere – Viale Marconi
- Archeotram: een toeristenlijn via het bestaande net vanaf het Colosseum naar de Porta San Paolo en verder over een nieuwe trambaan naar de Via Appia Antica

De verwezenlijking van deze plannen liep tot nu toe vast op het gebrek aan politieke wil van het vroegere en het huidige stadsbestuur en aan gebrek aan geld, waardoor een termijn van voltooiing onduidelijk is. Daarentegen in 2023 een nieuwe plan gepresenteerd; tot 2030 zijn 11 nieuwe tramuitbreidingen voorzien en moeten er 121 nieuwe trams komen.

### Lijnennet
| Lijn | Route | Lengte  | Overstappunten |
| ---- | --- | ------- | --- |
| 2    | Piazza Mancini – Piazzale Flaminio | 2,7 km  | - Piazza Mancini: talrijke buslijnen (ATAC) - Flaminio: Metro A, Locaalspoorweg Rome – Civita Castellana – Viterbo |
| 3    | Piazza Thorvaldsen – Porta Maggiore – Piramide – Station Trastevere (Deze lijn werd van 2004 tot 2012 wegens materieelgebrek met bussen gereden. Op 27 augustus 2012 werd het tramverkeer tot de halte Piazzale Ostiense en op 8 augustus 2016 tot het Station Trastevere weer ingesteld.) | 13,3 km | - Policlinico: Metro B - Porta Maggiore: Locaalspoorweg Rome – Giardinetti, Tram 5, 14, 19 - San Giovanni: Metro A - Manzoni: Metro A - Colosseo: Metro B - Circo Massimo: Metro B - Piramide: Metro B, Station Porta San Paolo van de S-Bahn Rome – Lido di Ostia, Station Rome Ostiense (lijnen FL1, FL3, FL5) - Station Rome Trastevere: (lijnen FL1, FL3, FL5) |
| 5    | Station Roma Termini – Porta Maggiore – Piazza dei Gerani | 7,2 km  | - Station Roma Termini: Metro A en B, Centraal Station van de Staatsspoorwegen - Vittorio Emanuele: Metro A - Porta Maggiore: Locaalspoorweg Rome – Giardinetti, Tram 3, 14, 19 |
| 8    | Piazza Venezia – Trastevere – Via del Casaletto | 5,8 km  | - Station Rome Trastevere: (lijnen FL1, FL3, FL5) - Piazza Venezia: talrijke buslijnen (ATAC) |
| 14   | Station Roma Termini – Porta Maggiore – Viale Palmiro Togliatti Grotendeels over dezelfde route als lijn 5 | 7,5 km  | - Station Roma Termini: Metro A en B, Centraal Station Termini van de Staatsspoorwegen - Vittorio Emanuele: Metro A - Porta Maggiore: Locaalspoorweg Rome – Giardinetti, Tram 3, 5, 19 |
| 19   | Piazza Risorgimento – Porta Maggiore – Piazza dei Gerani Langste lijn van het net, die met bijna alle lijnen (behalve lijn 8) op lijngedeelten samenloopt | 14,3 km | - Policlinico: Metro B - Porta Maggiore: Smalspoorlijn Rome – Giardinetti, Tram 3, 5, 14 - Lepanto: Metro A - Ottaviano: Metro A - Piazza Risorgimento: talrijke buslijnen (ATAC) |

In de zomer van 2018 werd, behalve de lijnen 2 en 8, het trambedrijf tijdelijk stil gelegd vanwege werkzaamheden rond de
Porta Maggiore. De lijnen 3, 5, 14 en 19 werden hierbij tijdelijk met bussen gereden waardoor alleen het nieuwste materieel in beperkte mate dienst deed.

#### Traject Laziali - Centocelle - Giardinetti (Tram Casilina)
Op het overgebleven stadstraject van de smalsporige locaalspoorlijn Rome – Fiuggi wordt door de Met.Ro een tramachtige dienst gereden. Sinds 1940 is de route tot Grotte Celoni dubbelsporig. In 2006 werd ook het nieuw aangelegde baanvak Grotte Celoni – Pantano dubbelsporig in gebruik genomen. Dit werd reeds voor de verbouwing als deel van de metrolijn C voorbereid, doch nog met 950 mm spoor aangelegd. Al twee jaren later werd het gehele baanvak Giardinetti – Pantano weer opgeheven, om de verbouwing naar metrobedrijf uit te kunnen voeren. In 2014 is deze route als metrolijn heropend.
Reeds in 1941, na de overname door de "STEFER (STEFR)", werd gepland de route in het stadsgebied om te sporen, met de interlokale tramlijn van Castelli Romani samen te laten lopen en op een tunnelroute tot een nieuw eindpunt bij de Sint-Jan van Lateranen te leiden. Voor dit doel werd vanaf 1946 met de bouw van de tunnelroute onder de voormalige Luchtmachtbasis Centocelle begonnen, die echter in 1949 in de buurt van het Staatsspoorstation Rome Casilina beëindigd werd. De tunnel bestaat nog steeds, werd echter nooit bereden. Tegenwoordig worden er paddenstoelen gekweekt..
De lijn rijdt nu tussen Laziali en Centocelle (op bepaalde tijden door naar Giardinetti), kent een druk vervoer en rijdt daarom het grootste deel van de dag elke 5 minuten. Toch zijn er tegenwoordig overwegingen het smalspoorbedrijf geheel op te heffen en in plaats daarvan een normaalsporige tramlijn van Centocelle tot Porta Maggiore aan te leggen, die daar op het tramnet zou kunnen aansluiten. De tussen 1989 en 1999 in dienst gestelde elf zes- en achtassige gelede wagens zouden daarmee overbodig worden evenals een aantal nog steeds rijdende oudere wagens uit 1926 en 1941 (gemoderniseerd in 1960-1961) die in treinschakeling rijden in de combinatie van twee stuurstandrijtuigen met een motorwagen zonder stuurstand in het midden.
Besloten is om de lijn op te waarderen en om te sporen naar normaalspoor. De lijn wordt verlengd to bijna 13 km en zal 214 miljoen euro gaan kosten. De lijn, die op metrokaarten lijn G en op tramkaarten lijn 11 genoemd zal worden, zal het nieuwe eindpunt delen met tramlijn 5 en 14.

## Exploitatiemaatschappijen

### TFE
De met Belgisch kapitaal opgerichte Società Anonima dei Tramways e delle Ferrovie Economiche di Rome, Milano, Bologna, etc., kort TFE of Impresa Tramways ontving in 1877 de concessie tot het instellen van een paardentram op de Via Flaminia. Spoedig werden ook stoomtrams naar Tivoli en Marino door de TFE ingesteld. Verdere paardentrams in Rome volgden. Ook de lokaalspoorlijn Milaan – Saronno werd door dezelfde maatschappij aangelegd.
De ten opzichte van de paardenomnibus voordelige paardentrams ontwikkelden zicht slechts zeer langzaam, hoewel zij door het publiek goed geaccepteerd werden. Oorzaak daarvan was een zeer restrictieve politiek van het stadsbestuur bij het uitgeven van nieuwe concessies, waarschijnlijk onder druk van de lobby van de talrijke bestaande omnibusbedrijven, maar ook de angst dat de rails het straatbeeld konden beïnvloeden. De TFE werd uiteindelijk in 1880 door de SRO overgenomen.

### SRTO
Uit de in 1880 opgerichte Società Romena Omnibus (SRO) ontstond in 1885 de Società Romena Tramways Omnibus (SRTO), die verschillende omnibusbedrijven overnam en nu ook als trambedrijf actief werd. Zij spande zich in voor een exclusieve concessie voor 30 jaar te verwerven tot aanleg en exploitatie van paardentrams, die echter door de gemeente slechts voor vijf jaar verleend werd. Gelijktijdig werd het bedrijf echter gegarandeerd dat voor 30 jaren geen concurrerende concessie uitgegeven werd.
Spoedig werden nieuwe lijnen naar het eerste station in Trastevere, naar de Sint-Pietersbasiliek en naar de Sint-Jan van Lateranen ingesteld. Vanaf 1894 werden de lijnen van de SRTO voor elektrisch bovenleidingbedrijf ingericht. In het centrum werden ook enige lijngedeeltes met een accutram bediend, waarvan het gebruik echter van korte duur was. De lijnen werden door lijnaanduidingen met verschillende symbolen aangeduid. In 1902 opende de SRTO een tramlijn door de nieuw aangelegde tunnel onder het Quirinaal. In 1905 exploiteerde het bedrijf 17 tramlijnen met 144 elektrische motorwagens.
Vanaf 1911 werden enige lijnen aan het nieuw opgerichte stadstrambedrijf AATM overgedragen. In 1918 werd de laatste lijn van de SRTO geopend. Tot 1929 werd het bedrijf met het complete wagenpark door het stadstrambedrijf, nu ATAG, overgenomen.

### STEFER
Na de Tweede Wereldoorlog werd de "STEFER" (STEFR) aan de stad Rome overgedragen. In 1954 kreeg zij het recht de metro van Rome te exploiteren. In 1970 kocht zij de spoorlijn Rome Flaminio / Piazza del Popolo – Viterbo van de Società Romena Ferrovie del Nord (SRFN). In 1976 verkocht de STEFER haar busnet aan de Azienda Tranvie ed Autobus del Comune di Rome (ATAC) en wijzigde de naam in Azienda Consortile Transporti Laziali (ACOTRAL).

## Trams en remises
De trams in Rome brachten voor een deel wereldwijde vernieuwingen in de rijtuigbouw. Terwijl de eerste proeven met een elektrisch bedrijf na het seriële systeem weinig succesvol waren, kwamen spoedig de toen in Europa goed bruikbaar gebleken gebruikelijke tweeassige motorwagens met balkons en houten opbouw en het parallelle gelijkstroombedrijf in toepassing. Ook werden tweeassige bijwagens aangeschaft.
Om de capaciteit te verbeteren en gelijktijdig personeel te sparen, werd vanaf het einde van de jaren twintig met de invoering van vierassige eenrichtingswagens (serie MRS) begonnen, die in deze uitvoering al in Amerika succesvol waren. Er werden meerdere series van dit destijds moderne wagentype door Carminati & Toselli en O.M. Milano met elektrische uitrusting van General Electric aangeschaft. Deze motorwagens hadden op de rechter kant aan de voor- en achterzijde een brede, pneumatisch aangedreven, naar buiten openende vierdelige vouwdeur. Binnen hadden de met passagiersstroom van achteren naar voren geëxploiteerde wagens aan de achterkant een eenvoudig uitgevoerde conducteurzitplaats en houten langsbanken, in het voorste deel waren aan beide zijden enkele dwarsbanken opgesteld.
In de jaren dertig werden 50 tweeassige motor- en bijwagens met behulp van een 'zwevende' middenbak tot driedelige gelede wagens verbouwd en als type MATER in dienst gesteld. Zij waren als Due stanze cucina ('Twee-kamers-met-bad') bekend.
De doorslaggevende doorbraak kwam in 1938 met de eerste moderne gelede wagen van het type Urbinati (serie 400), die op de routes van de STEFER in bedrijf kwam. Vanaf 1948 werd een gewijzigd type als TAS (serie 7000), gebouwd bij O.M.S. Stanga met elektrische uitrusting van BBC, op het net van de ATAC in dienst gesteld.
In 1947 experimenteerde men met lagevloertrams met losse wielen - fabricaat Caproni, genaamd Bassotte, wat zowel teckel als ook 'kleine type' betekent. Het kwam echter slechts tot twee prototypen, die spoedig naar Milaan werden verkocht.
Vanaf 1957 kwamen 20 vierassige motorwagens van de serie 8000 als 'all electric', ook zonder pneumatische remmen of deurbediening, in bedrijf, waarvan de constructie afgeleid was van de Amerikaanse PCC-car. Fabrikant was O.M. Milano / FIAT.
De houten opbouw van enkele MRS-wagens werd door metalen onderdelen en een nieuw interieur gemoderniseerd, waarbij de simpele conducteurzitplaats naast de ingang aan de achterzijde bleef bestaan.
Vanaf 1990 werd het wagenpark door lagevloer-gelede wagens van verschillende typen vernieuwd en uitgebreid, echter deze trams zijn niet voldoende om alle lijnen te bedienen. Zo wordt sinds enkele jaren een deel van lijn 3 met stadsbussen van de ATAC bereden.
| Type       | Nummers                   | Aantal | Fabrikant                         | Bouwtype          | Omschrijving             | Lagevloer           | Assen | Bouwjaren       | Opmerkingen                                                                                           | Foto |
| ---------- | ------------------------- | ------ | --------------------------------- | ----------------- | ------------------------ | ------------------- | ----- | --------------- | --- | ---- |
| TAS        | 7001-7115 (alleen oneven) | 56     | O.M.S. Stanga                     | eenrichtingstram  | gelede wagen, tweedelig  | nee                 | 6     | 1948-1949       | rijden niet op de lijnen 2 en 8 met kopeindpunten; acht wagens zijn in 1989 van de STEFER overgenomen |      |
| Socimi     | 9001-9041                 | 41     | Socimi                            | tweerichtingstram | gelede wagen, driedelig  | gedeeltelijk        | 6     | 1990-1992; 2003 | vijf wagens in 2003 nageleverd                                                                        |      |
| Cityway I  | 9101-9128                 | 28     | Alstom\|FIAT Ferroviaria / Alstom | tweerichtingstram | gelede wagen, vijfdelig  | gedeeltelijk        | 8     | 1998-1999       | |      |
| Cityway II | 9201-9252                 | 50     | FIAT Ferroviaria / Alstom         | tweerichtingstram | gelede wagen, zevendelig | over de hele lengte | 8     | 1999-2004       | |      |

Voorts bestaan er nog twee negendelige, 44 meter lange en tienassige Cityway II met de nummers 9551 en 9552, die echter nooit in dienst kwamen.

### Museumtrams
- Tweeassige motorwagen 907

Deze tram is eigendom van de vereniging GRAF (Vereniging van Spoorwegvrienden), werd in de laatste jaren geheel gerestaureerd en kan voor bijzondere ritten worden gehuurd.
- Vierassige eenrichtings-motorwagen type MRS 2035, 2047 en 2137
- Gelede wagen 401 Urbinati (STEFER)

### Tramremises
Voor het gehele trambedrijf zijn een remise (Porta Maggiore) en een hoofdwerkplaats (Via Prenestina) beschikbaar. Beide bevinden zich vlak bij elkaar in het oosten van de stad.

## Trams in films
De filmstudio's van Cinecittà hebben Rome tot hoofdstad van de Italiaanse filmproductie gemaakt. In talrijke films zijn scenes met trams te zien:
- I soliti ignoti 1956 (achtramige tweeasser, TAS, all electric)
- Rome, offene Stadt 1945 (Lokaalspoorweg Rome – Fiuggi)
- Fahrraddiebe 1948 (achtramige tweeasser)
- Umberto D. 1949 (MRS)
- Totò e Marcellino 1958 (dubbeldeksmotorwagen van interlocale tramlijnen Castelli Romani)
- Io, Chiara e lo scuro 1982 (MRS)
- Tre uomini e una gamba 1997 (MRS)
- Il ferroviere 1956 (tweeassige motorwagen en bijwagen)
- Fellinis Rome 1972 (MRS en tramlocomotief)
- Intervista 1987 (MRS van de STEFER)